# Denen
De benaming Denen kan naar verschillende groepen personen verwijzen:
- Mensen met een Deense achtergrond of Deense identiteit; dit kunnen mensen zijn in Denemarken, emigranten, of nageslacht van emigranten.
- De Deense etnische minderheid in Zuid-Sleeswijk (het noorden van Sleeswijk-Holstein, dat vroeger Deens was en sinds 1920 tot Duitsland behoort).
- Mensen met Deens als moedertaal.
- Deense staatsburgers, waartoe ook de Duitse minderheid in Zuid-Jutland en de in Denemarken wonende niet-Europese immigranten behoren.

Dit artikel gaat over etnische Denen en hun nageslacht, en de Deense minderheid in Duitsland.

## Denen in Denemarken
Er leven vandaag de dag ongeveer 5 miljoen Denen in Denemarken¹. De Denen zijn etnisch gezien een Scandinavische groep, hun voorouders zijn de Vikingen — net als bij de Noren, Zweden, IJslanders en Faeröerders. De levensstandaard is, net als onder de rest van de Scandinavische volken, onder de Denen hoog.
Er leven ongeveer 50.000 Denen in Zuid-Sleeswijk, wat ongeveer 8-10 % van de bevolking in dat gebied. In Denemarken staat deze groep bekend als de danske syd for grænsen (de Denen ten zuiden van de grens).

## Naam
De naam komt van de Denen, een historische Noord-Germaanse stam die leefde in wat tegenwoordig het zuidelijke deel van Zweden (Skåne) en de Deense eilanden is. De Denen werden genoemd door onder anderen de 6e-eeuwse Gotische geschiedschrijver Jordanes, die verwijst naar een volk genaamd dani dat de oorspronkelijke heruls had verdreven. Ook zijn tijdgenoot de Byzantijnse historicus Procopius noemt de dani, wat mogelijk 'plattelanders' betekent. 

## Det danske folk
| Land                | Deense populatie |
| ------------------- | ---------------- |
| Denemarken          | 5.961.249        |
| Verenigde Staten    | 1.430.897        |
| Canada              | 207.470          |
| Noorwegen           | 52.510           |
| Brazilië            | 52.000           |
| Australië           | 50.413           |
| Duitsland           | 50.000           |
| Argentinië          | 48.000           |
| Zweden              | 42.602           |
| Verenigd Koninkrijk | 18.493           |
| Spanje              | 10.000           |
| Frankrijk           | 7.000            |
| Zwitserland         | 4.251            |
| IJsland             | 4.214            |
| Nieuw-Zeeland       | 3.507            |
| Italië              | 2.084            |
| Portugal            | 1.528            |
| Oostenrijk          | 1.281            |
| Ierland             | 809              |
| Japan               | 500              |
| Libanon             | 400              |

### Nationale identiteit
Det danske folk dient niet verward te worden met de wettelijke term danske statsborgere ("Deense staatsburgers"), de benaming voor mensen met een Deens paspoort. Het concept det danske folk (het Deense volk") speelde een grote rol in het 19e-eeuwse nationalisme. De term wordt nog gebruikt om de Denen als aparte etnische groep te zien, maar heeft geen wettelijke betekenis. De term refereert aan mensen met een Deense nationaliteit, in Denemarken en daarbuiten. Dit komt feitelijk neer op etnische Denen in Denemarken en Denen in het voormalige Hertogdom Sleeswijk. Hiertoe behoort niet de bevolking van de voormalig Noorse Faeröereilanden en Groenland. Ook de Duitse en andere minderheden (in Denemarken) behoren niet tot deze groep.
De hedendaagse Deense nationale identiteit is gebaseerd op het idee van Danskhed ("Deensheid"), dat voortkomt uit principes die zijn gevormd door historische culturele verbanden. Het is doorgaans niet gebaseerd op raciaal erfgoed. Deensheid is een reeks waarden gevormd door het historische traject van de vorming van de Deense natie. Deze ideologie benadrukt het idee van een historische band tussen de bevolking en het grondgebied van Denemarken en de relatie tussen de duizend jaar oude Deense monarchie en de moderne Deense staat. Dit 19e-eeuwse nationale romantische idee van 'het volk' geeft een kijk op de Deense samenleving als homogeen en sociaal egalitair, met sterke culturele banden met andere Scandinavische landen.
Als concept speelde det danske folk ("het Deense volk") een belangrijke rol in het 19e-eeuwse etnisch nationalisme en verwijst het eerder naar zelfidentificatie dan naar een wettelijke status. Het gebruik van de term is meestal beperkt tot een historische context; de historische Duits-Deense strijd over de status van het Hertogdom Sleeswijk ten opzichte van een Deense natiestaat (zie Sleeswijk-Holsteinse kwestie). Belangrijk is dat sinds de formulering ervan de Deense identiteit niet is gekoppeld aan een bepaald ras of biologisch erfgoed, zoals veel andere etnisch-nationale identiteiten hebben gedaan. De negentiende-eeuwse lutherse denker N.F.S. Grundtvig legde bijvoorbeeld bij zijn definitie van Deensheid de nadruk op de Deense taal en de emotionele relatie met en identificatie met de Deense natie als bepalende criteria. De moderne Deense culturele identiteit is geworteld in de geboorte van de Deense nationale staat in de negentiende eeuw. In dit opzicht werd de Deense nationale identiteit gebouwd op basis van de boerencultuur en de lutherse theologie, waarbij Grundtvig en zijn volksbeweging een prominente rol speelden in het proces. Twee bepalende culturele criteria om Deens te zijn, waren het spreken van de Deense taal en het identificeren van Denemarken als een thuisland.

### Volksaard
Van de volksaard van de Denen wordt vaak gezegd dat zij groot belang hechten aan hygge, hun eigen vorm van gezelligheid, die een uiting zou zijn van hun nationale identiteit. Daarbij wordt aangetekend dat hygge ook een excuus kan zijn om weg te kruipen en de ogen te sluiten voor wat er in de wereld (of Denemarken) gebeurt.
"Hygge geeft een kijkje in een Deens volkstrekje dat je zowel positief als negatief kunt duiden. Ook al stort de wereld om je heen in elkaar, je kunt altijd gezellig binnen gaan zitten met een taartje" – Stine Jensen.
Ten aanzien van overheidsbeleid worden zij vaak beschouwd als gezagsgetrouw, maar dat is ook op te vatten als pragmatisch en laconiek. Tijdens de coronacrisis in Denemarken in 2020-2022, die grotendeels hetzelfde verloop had als die in Nederland en België, bleek dat de Denen zich meer bereid toonden om de veiligheidsregels tegen de pandemie te volgen en te handhaven dan de inwoners van veel andere landen.
"Met vertrouwen hoef je niks af te dwingen: als je mensen zegt wat ze moeten doen, doen ze het ook, simpelweg omdat ze de politiek vertrouwen" – Gert Tinggaard Svendsen, politicoloog.
Een ander, verwant aspect dat wordt toegeschreven aan de egalitaire Deense volksaard is de "verbeeld je maar niks"-mentaliteit volgens  Janteloven (de Wet van Jante), zoals die in tien regels onder woorden is gebracht door de Deens-Noorse schrijver Aksel Sandemose (1899-1965). In 1933 beschreef hij in de roman En flygtning krydser sit spor de bekrompen afkeer van buitensporigheid die de Denen (en de Scandinaviërs in het algemeen) volgens hem kenmerkte. Hoewel Sandemoses roman satirisch bedoeld was, wordt de Wet van Jante vaak gezien als een gedragscode voor de Denen.
Als symbool van de typisch Deense, tolerante volksaard wordt de Vrijstad Christiania gezien, een enclave in Kopenhagen waar krakers, hippies, anarchisten, kunstenaars en andere non-conformisten al sinds 1970 hun onafhankelijke leven leiden. Het verhandelen en gebruiken van verdovende middelen is er geaccepteerd, maar doordat de drugshandel steeds meer gepaard gaat met geweld van rivaliserende straatbendes, kwamen de overheid en een deel van de bewoners van Christiania tot het inzicht dat tolerantie toch niet onbegrensd kan zijn.

## Taal
De taal van vrijwel alle Denen en de enige officiële taal van Denemarken is het Deens (dansk), een Noord-Germaanse taal met ongeveer 5,5 miljoen sprekers. In de Deense gebiedsdelen Faeröer en Groenland is het de taal van een kleine groep, naast de daar gesproken volkstalen (het Faeröers respectievelijk het Kalaallisut). Bij de Deense minderheid in het Duitse Sleeswijk-Holstein heeft het Deens een officiële status als minderheidstaal.

## Bekende Denen
De allerberoemdste Deen is Hamlet, de legendarische prins van Denemarken, zoals hij in de tragedie van die naam door William Shakespeare wordt geportretteerd. Tot de bekende Denen uit de werkelijke wereld behoren (volgorde volgens Deens-Noors alfabet):
- Kjeld Abell
- Hans Abrahamsen
- Jussi Adler-Olsen
- Anna Ancher
- Michael Ancher
- Hans Christian Andersen
- Ankerstjerne
- Frank Arnesen
- Pilou Asbæk
- Kasper Asgreen
- Bille August
- Gabriel Axel
- Herman Bang
- Susanne Bier
- Karen Blixen
- Aage Bohr
- Niels Bohr
- Nicolai Boilesen
- Kay Bojesen
- Victor Borge
- Tycho Brahe
- Georg Brandes
- Tagea Brandt
- Nicolas Bro
- Lars Brygmann
- Dietrich Buxtehude
- Helena Christensen
- Christiaan IV van Denemarken
- Ole Kirk Christiansen
- Nikolaj Coster-Waldau
- Carsten Dahl
- Henrik Dam
- Aura Dione
- Tove Ditlevsen
- Holger Drachmann
- Trine Dyrholm
- Pierre Dørge
- Christoffer Wilhelm Eckersberg
- Lili Elbe
- Oláfur Elíasson
- Christian Eriksen
- Niels Ryberg Finsen
- Emmelie de Forest
- Wilhelm Freddie
- Frederik VII van Denemarken
- Frederik X van Denemarken
- Mette Frederiksen
- Jakob Fuglsang
- Niels Gade
- Karl Adolph Gjellerup
- Gorm de Oude
- Cathrine Grage
- Saxo Grammaticus
- Nikolaj Frederik Severin Grundtvig
- Jens Christian Grøndahl
- Sofie Gråbøl
- Vilhelm Hammershøi
- Constantin Hansen
- Harald I van Denemarken
- Johan Peter Emilius Hartmann
- Piet Hein
- Ludvig Holberg
- Vagn Holmboe
- Peter Høeg
- Bernhard Severin Ingemann
- Arne Jacobsen
- Jens Peter Jacobsen
- Mette Jacobsen
- Johannes Vilhelm Jensen
- Stine Jensen
- Niels Kaj Jerne
- Asger Jorn
- Flemming Jørgensen
- Nikolaj Lie Kaas
- Søren Kierkegaard
- Wilson Kipketer
- Per Kirkeby
- Kaare Klint
- Sidse Babett Knudsen
- Jens Otto Krag
- August Krogh
- Marie Krøyer
- Peder Severin Krøyer
- Christen Købke
- Rued Langgaard
- Michael Laudrup
- Brian Laudrup
- Søren Lerby
- Hans Christian Lumbye
- Johan Thomas Lundbye
- Peter Madsen
- Søren Malling
- Margrethe II van Denemarken
- Marilyn Mazur
- Lauritz Melchior
- Lars Mikkelsen
- Mads Mikkelsen
- Andreas Mogensen
- Ben Mottelson
- Mærsk Mc-Kinney Møller
- Kaj Munk
- Nadia Nadim
- Asta Nielsen
- Carl Nielsen
- Connie Nielsen
- Ghita Nørby
- Bjørn Nørgaard
- Adam Oehlenschläger
- Ulla Pia
- Henrik Pontoppidan
- Michael Poulsen
- Simon Poulsen
- Christian Poulsen
- Anders Fogh Rasmussen
- Michael Rasmussen
- Louise Rasmussen
- Sonja Richter
- Klaus Rifbjerg
- Bjarne Riis
- Jacob A. Riis
- Laurits Andersen Ring
- Alf Ross
- Peter Schmeichel
- Lasse Schöne
- Michael Schønwandt
- Tommy Seebach
- Jesper Skibby
- Jens Christian Skou
- Bo Skovhus
- Ove Sprogøe
- Birgitte Hjort Sørensen
- Rolf Sørensen
- Paprika Steen
- Hans van Steenwinckel de Jonge
- Nicolaus Steno
- Hans Tausen
- Jon Dahl Tomasson
- Bertel Thorvaldsen
- J.P. Trap
- Lars von Trier
- Laurits Tuxen
- Svend Tveskæg
- Leonora Christina Ulfeldt
- Lars Ulrich
- Jørn Utzon
- Margrethe Vestager
- Jonas Vingegaard
- Thomas Vinterberg
- Helle Virkner
- Gerda Wegener
- Bertha Wegmann
- Kurt Westergaard
- J.F. Willumsen
- Caroline Wozniacki
- Kristian Zahrtmann
- Nikolaj Znaider
- Hans Christian Ørsted
- Niels-Henning Ørsted Pedersen

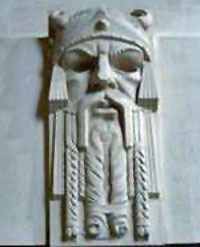
Svend Tveskæg 965-1014
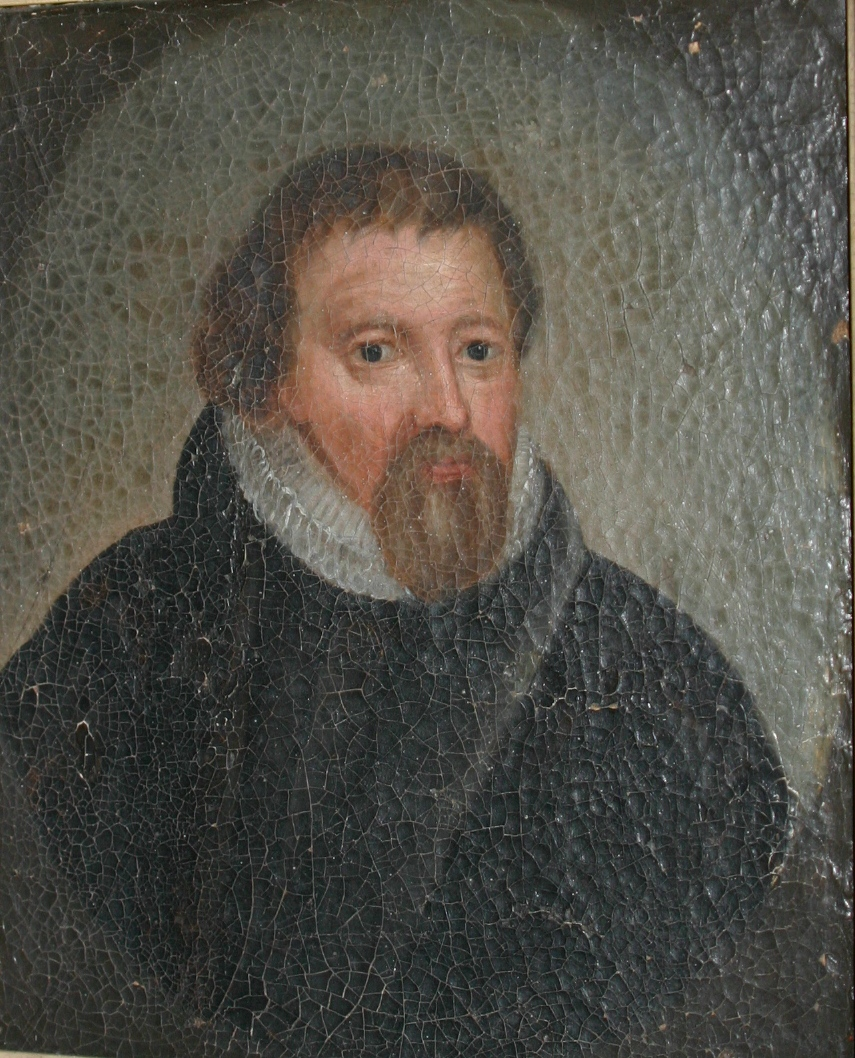
Hans Tausen 1494-1561
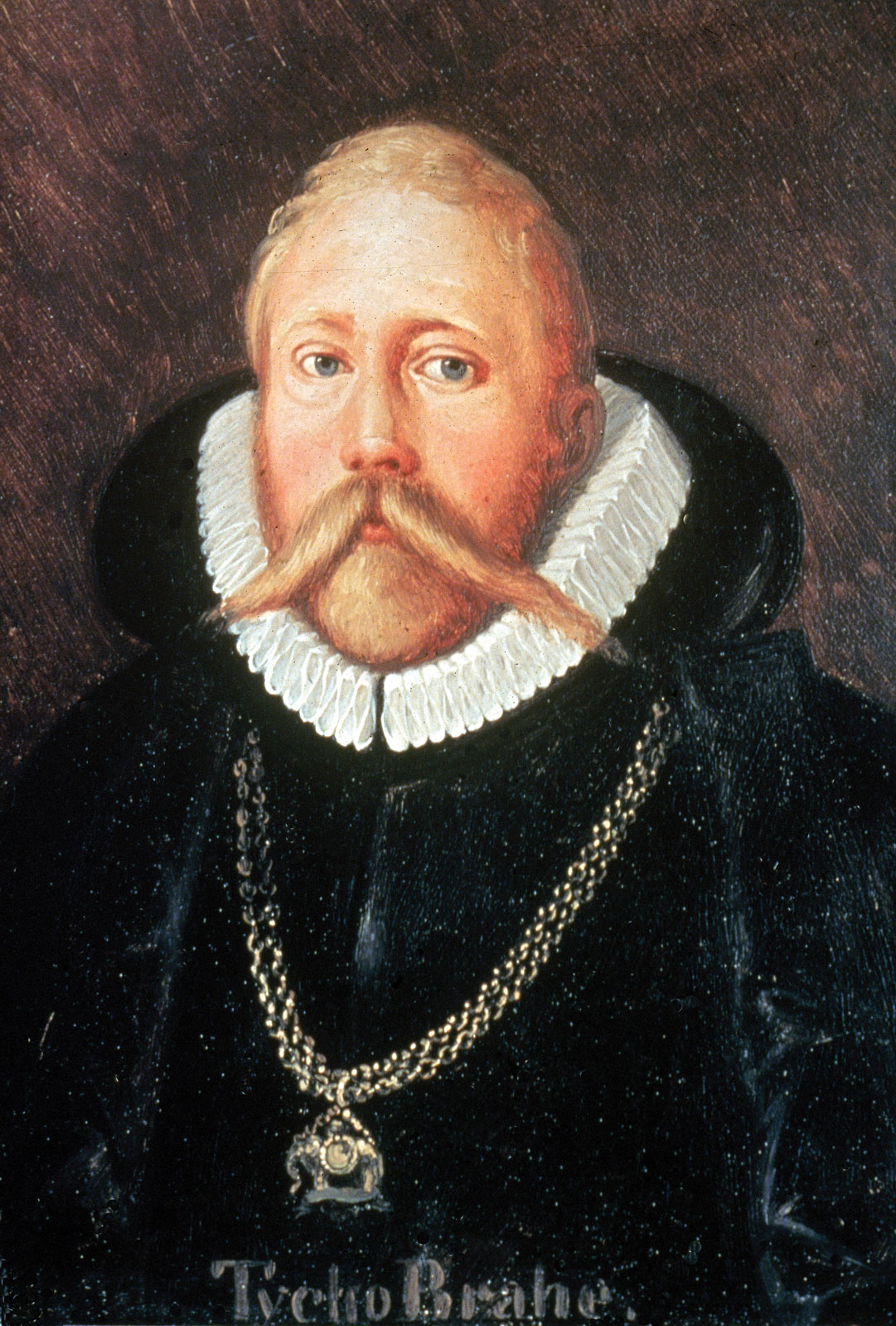
Tycho Brahe 1546-1601
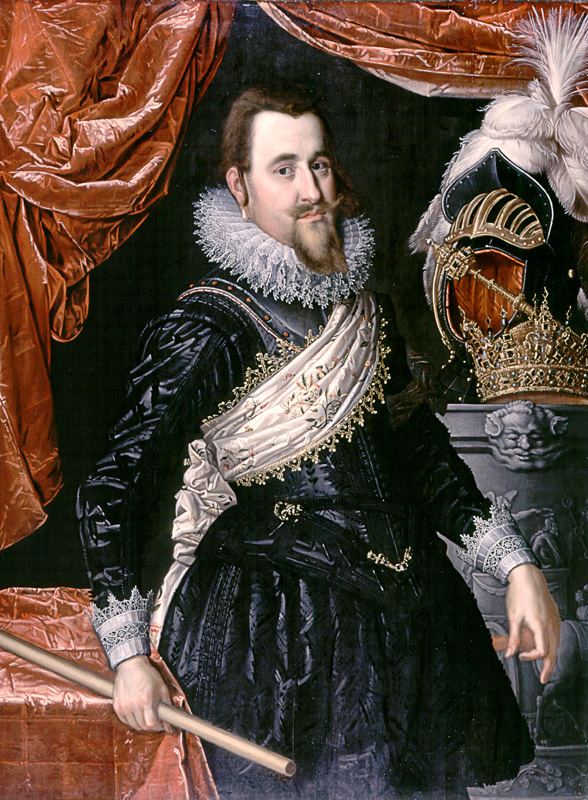
Christiaan IV van Denemarken 1577-1648
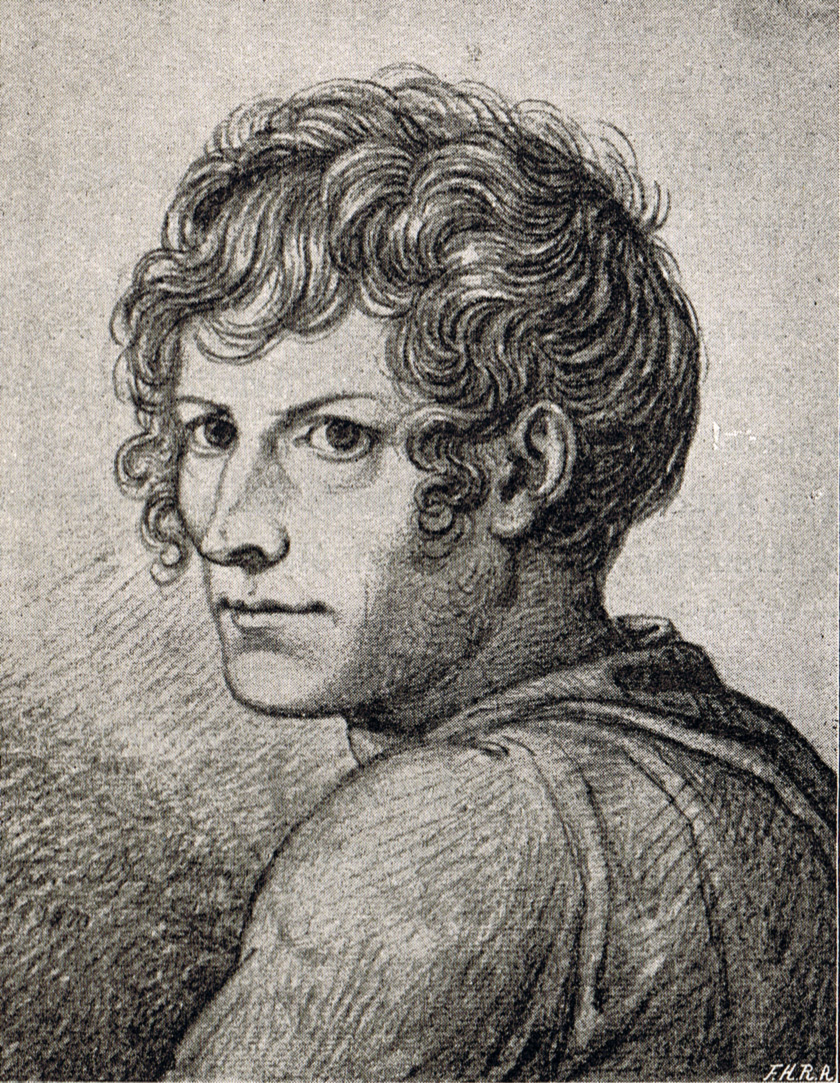
Bertel Thorvaldsen 1770-1844
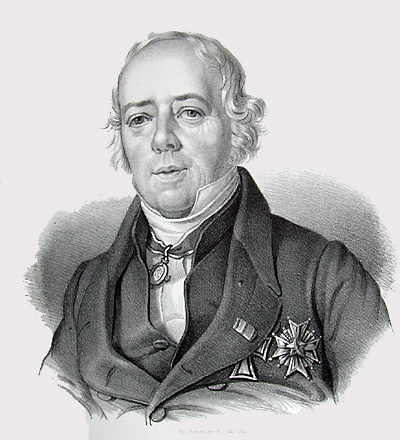
H.C. Ørsted 1777-1851
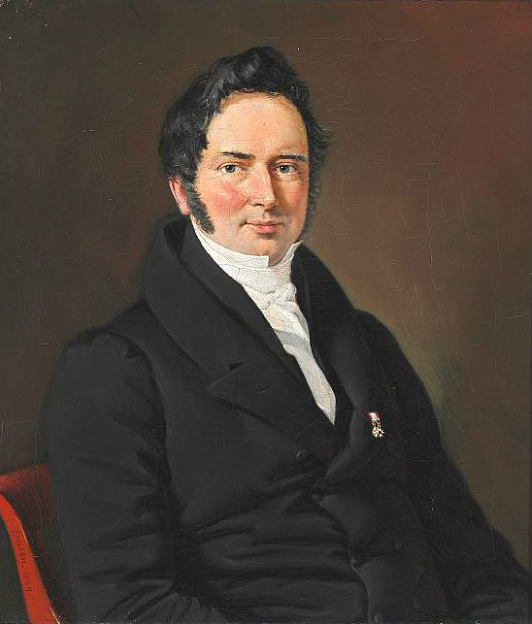
Adam Oehlenschläger 1779-1850
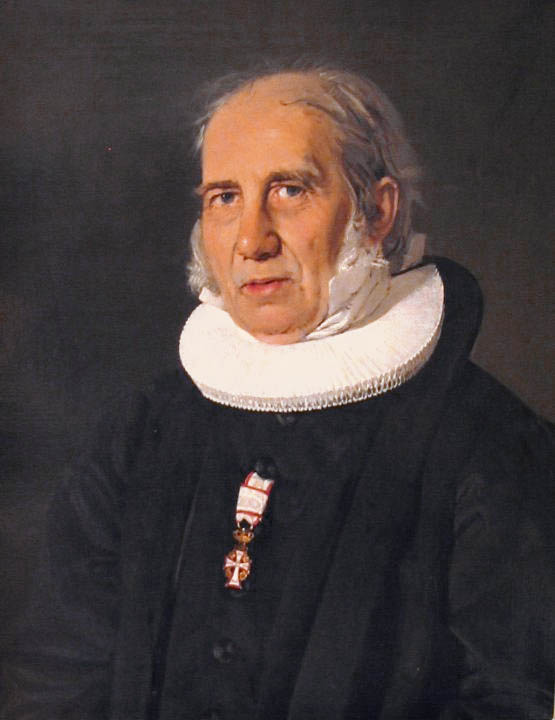
N.F.S. Grundtvig 1783-1872
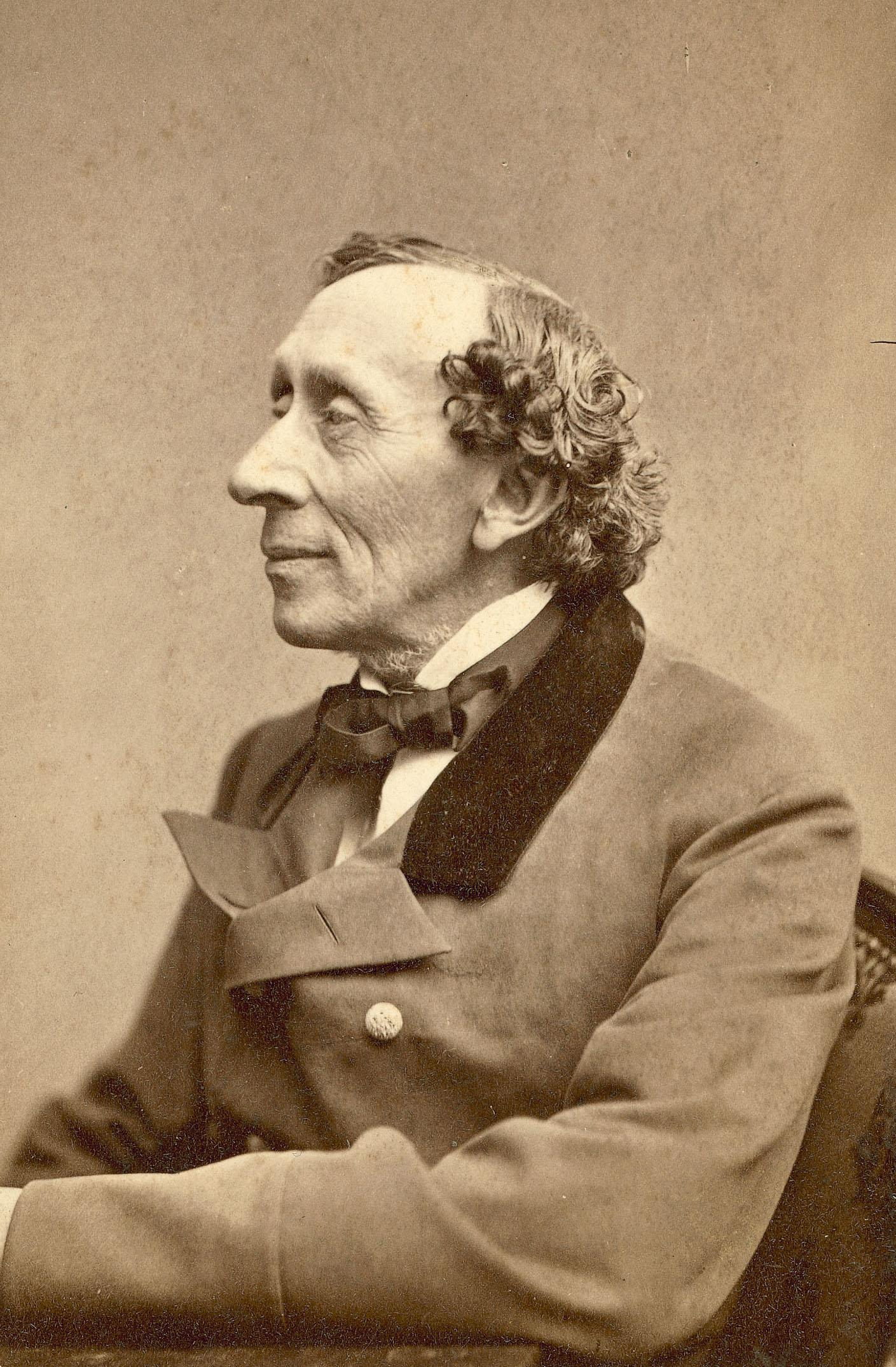
H.C. Andersen 1805-1875
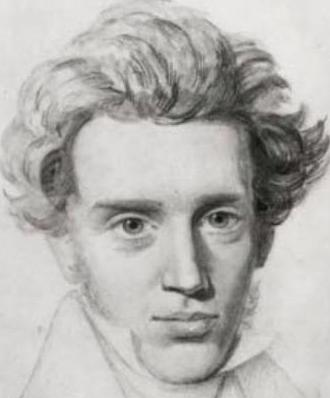
Søren Kierkegaard 1813-1855
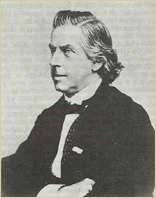
Niels W. Gade 1817-1890
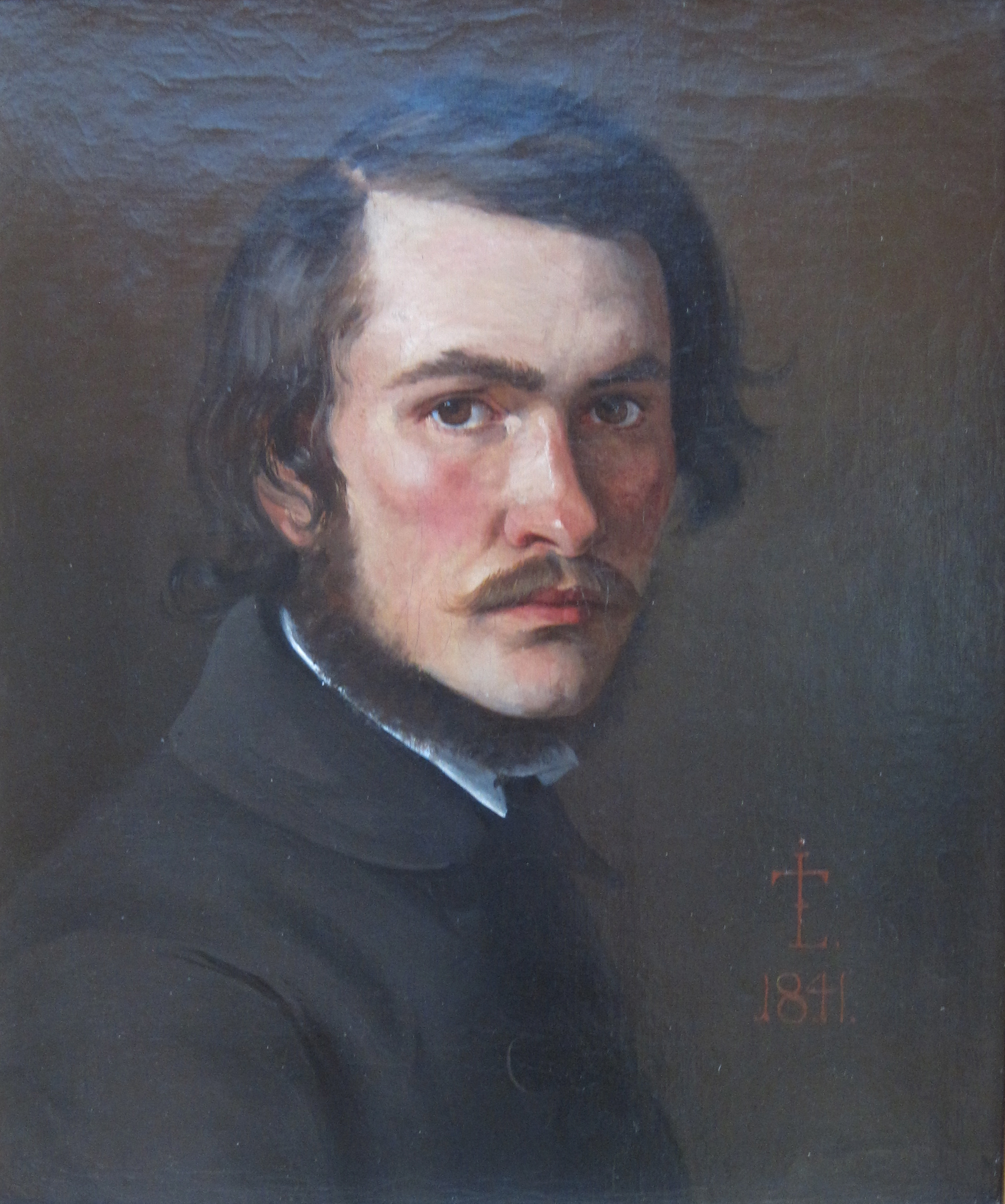
J.Th. Lundbye 1818-1848
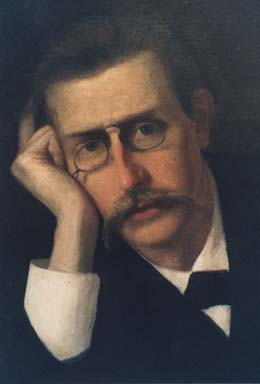
J.P. Jacobsen 1847-1885
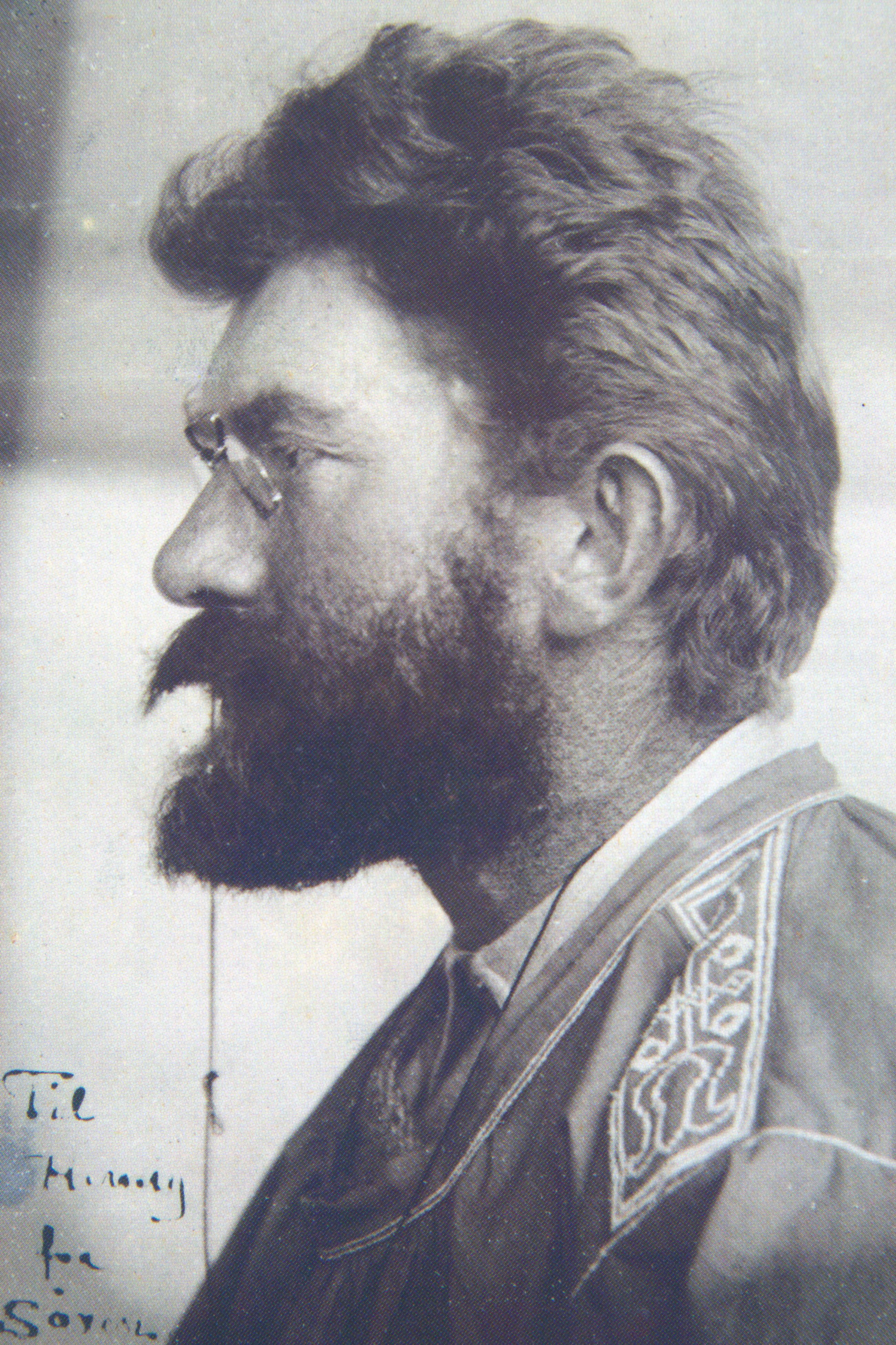
P.S. Krøyer 1851-1909
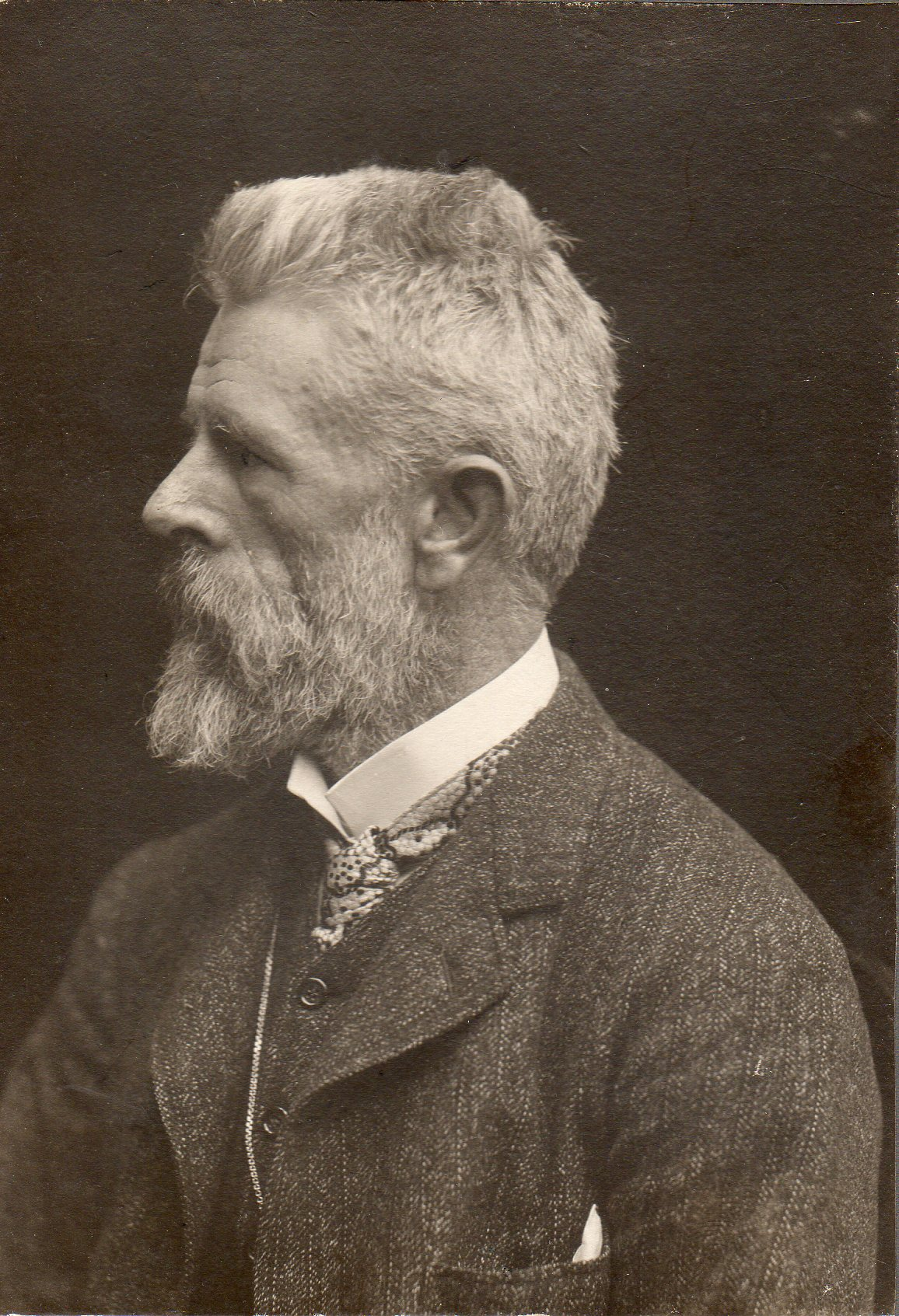
Laurits Tuxen 1853-1927
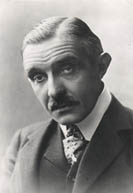
Herman Bang 1857-1912
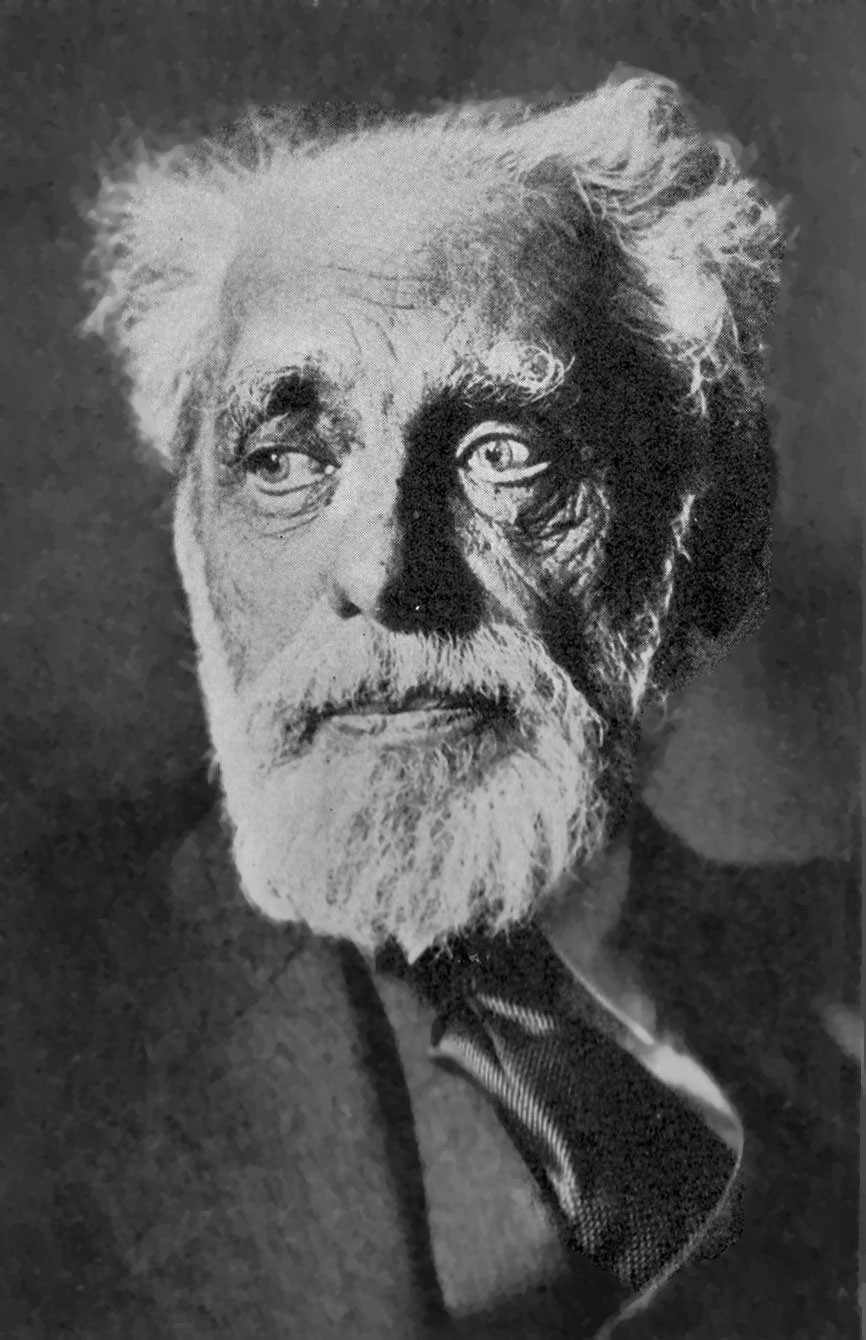
Henrik Pontoppidan 1857-1943
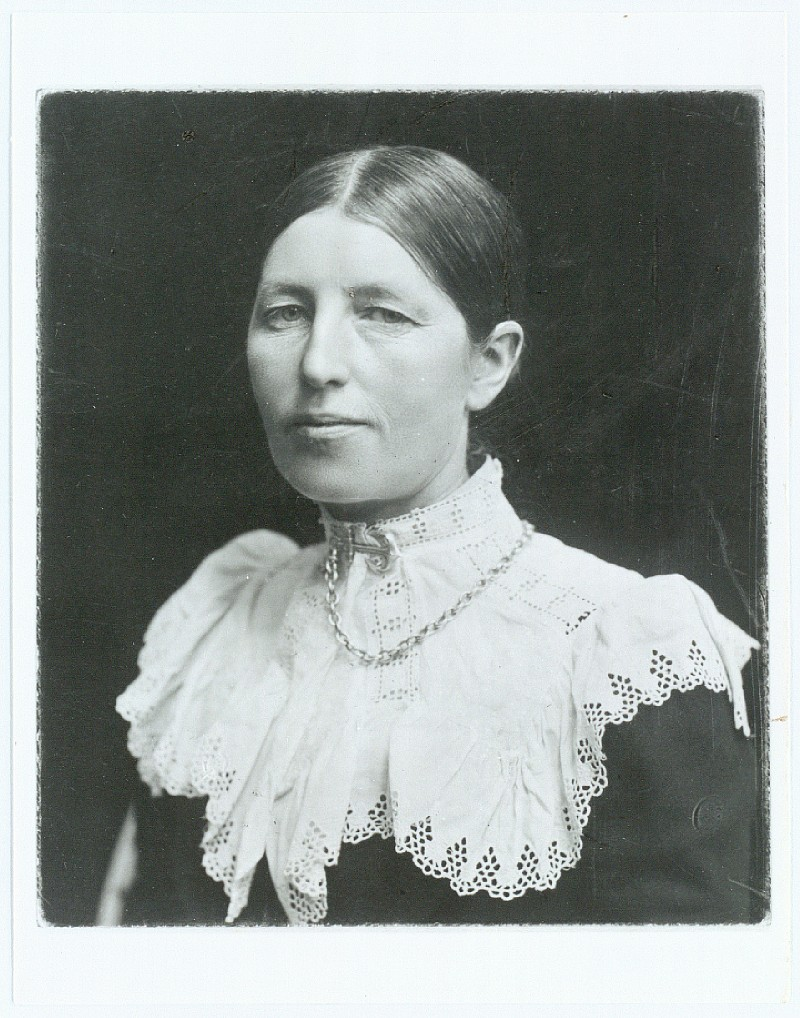
Anna Ancher 1859-1935
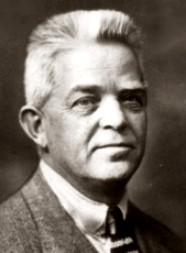
Carl Nielsen 1865-1931
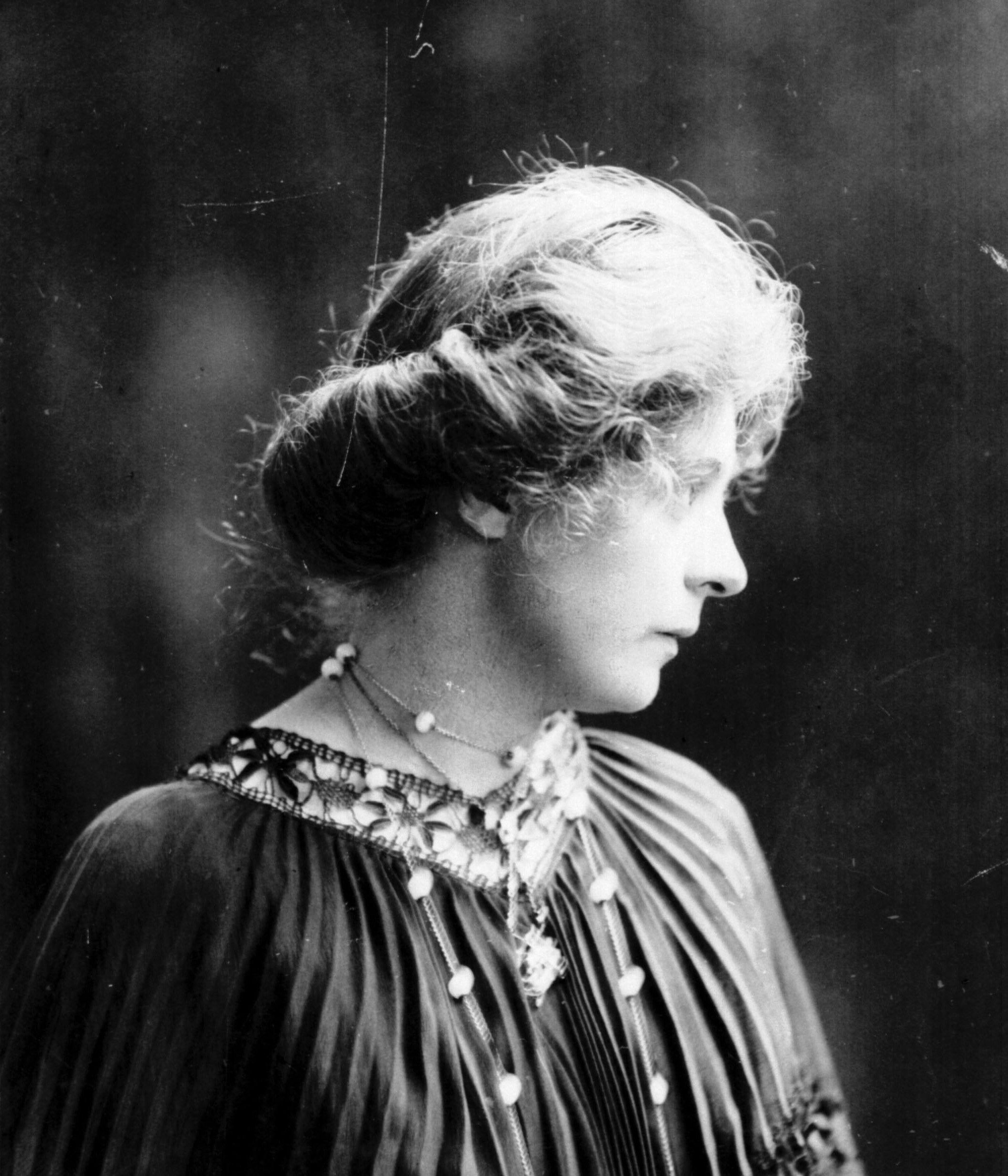
Marie Krøyer 1867-1940
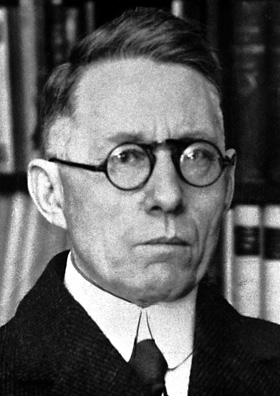
Johannes V. Jensen 1873-1950
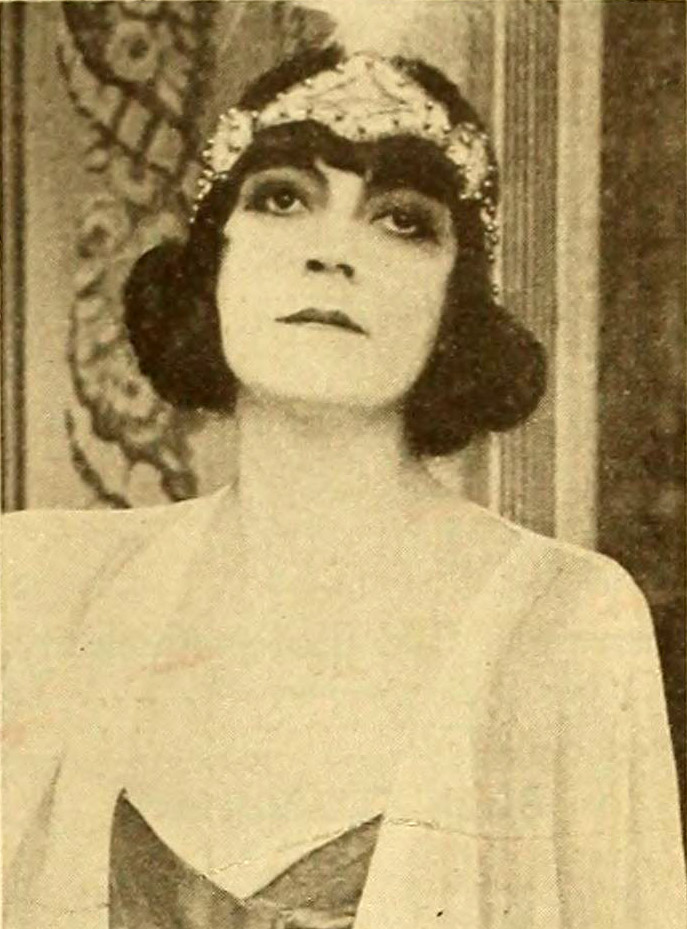
Asta Nielsen 1881-1972
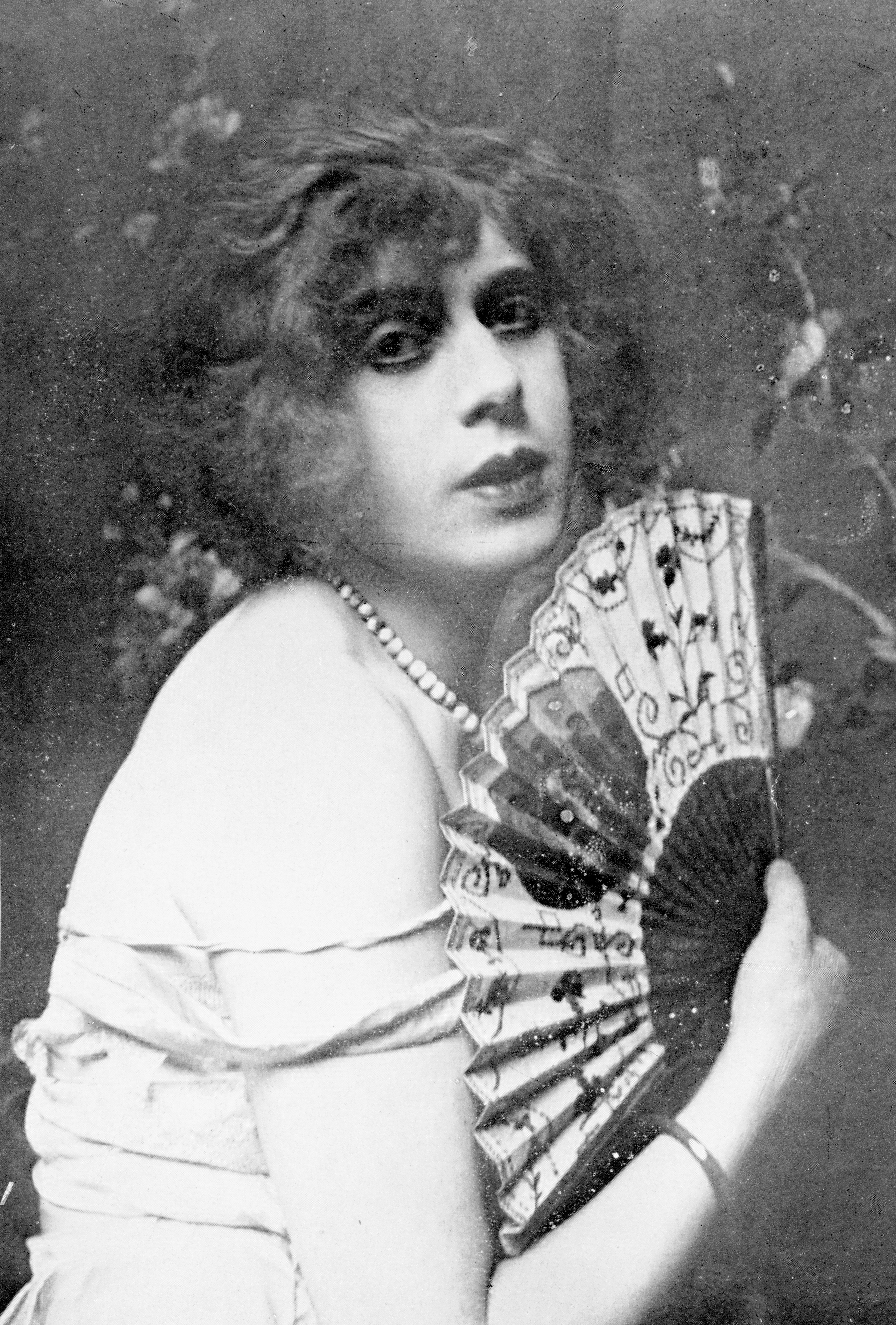
Lili Elbe 1882-1931
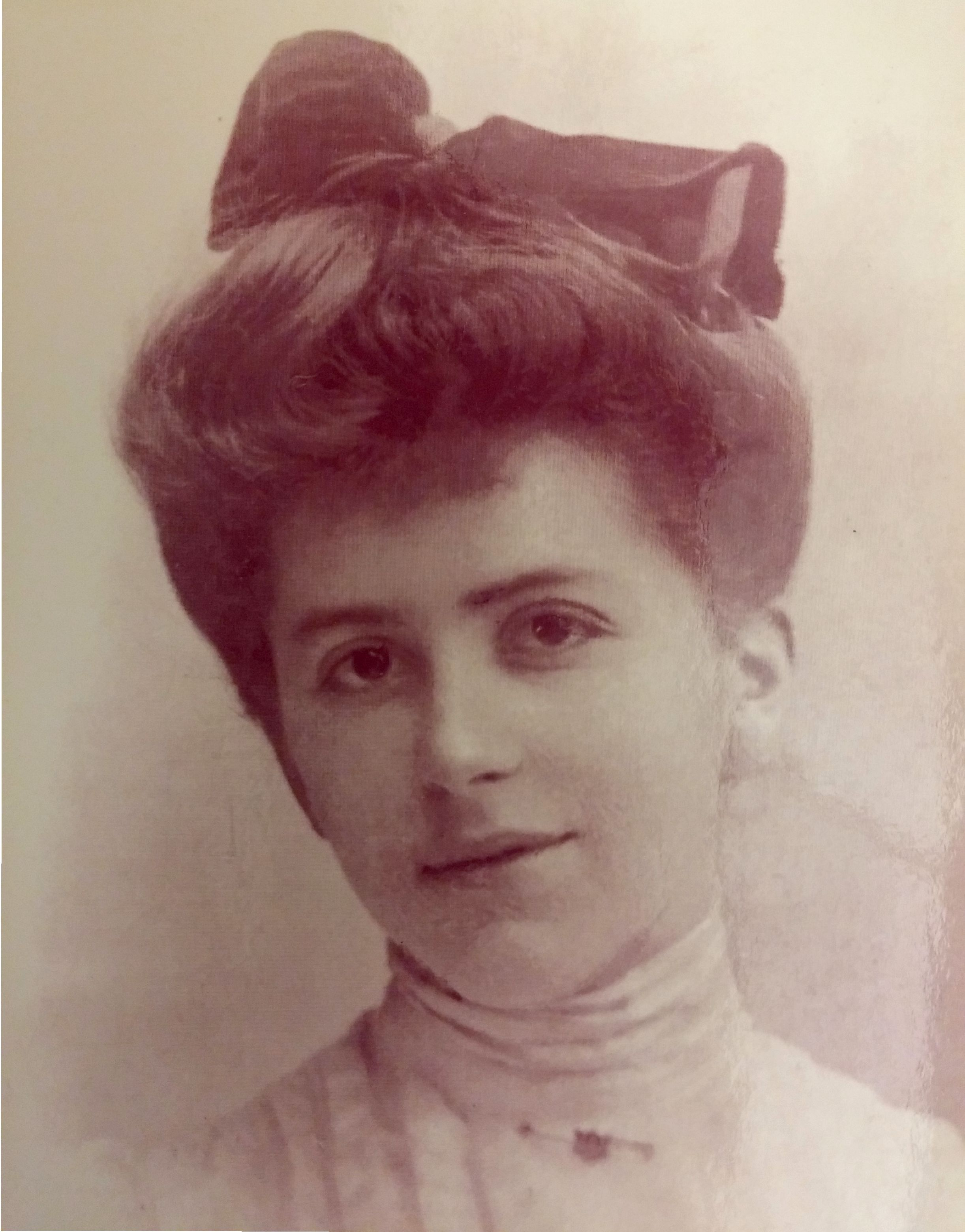
Karen Blixen 1885-1962
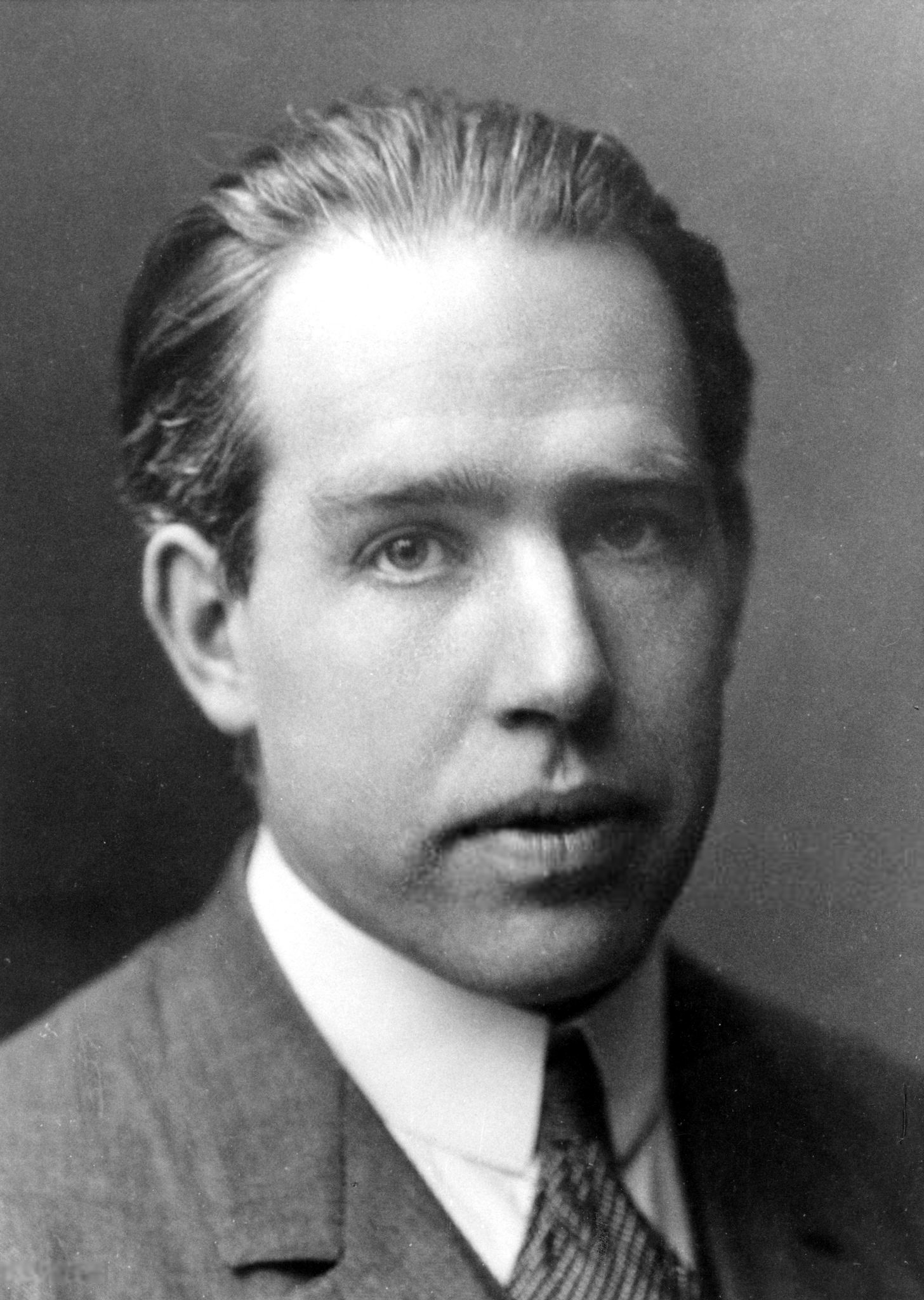
Niels Bohr 1885-1962
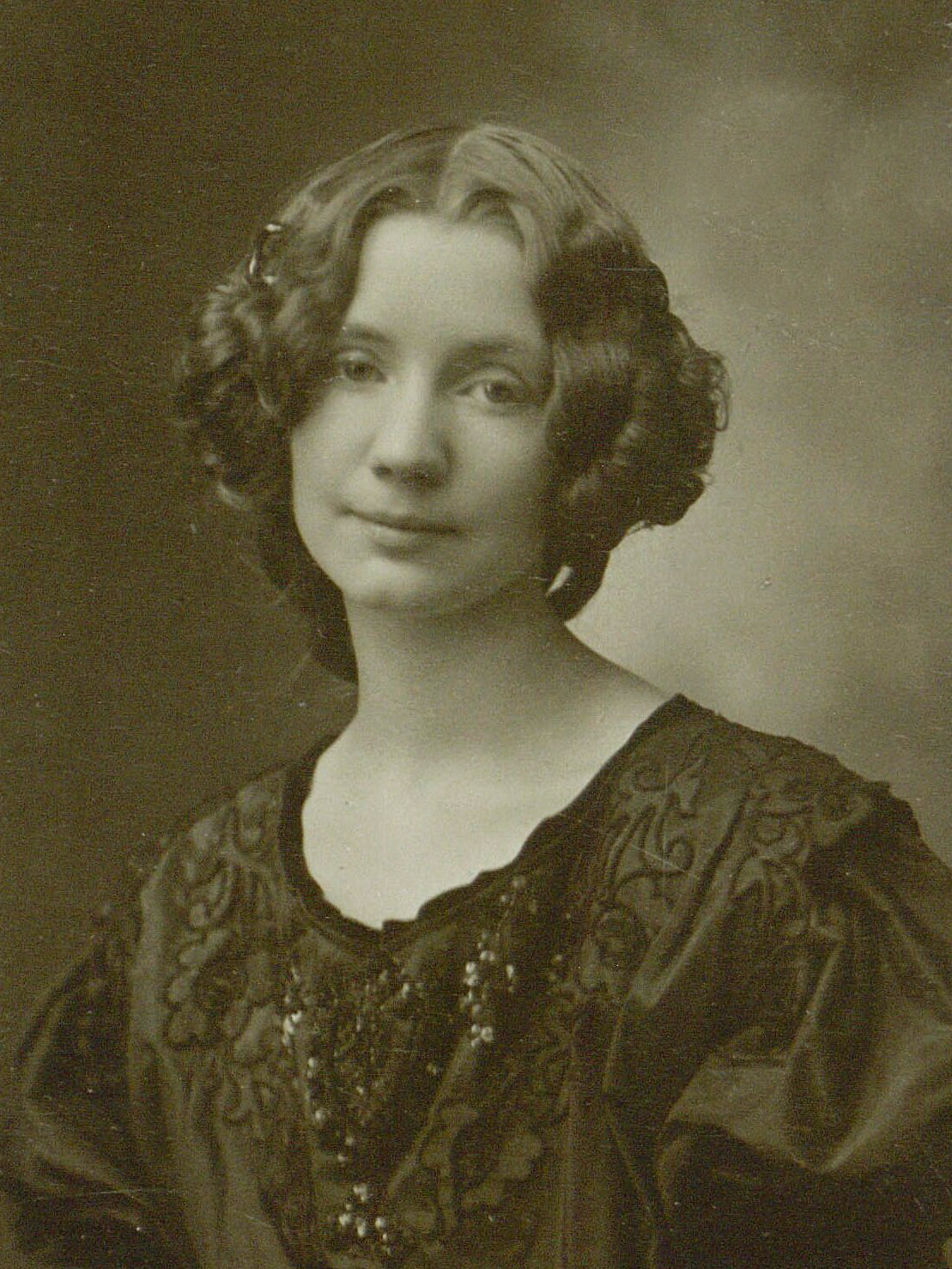
Gerda Wegener 1886-1940
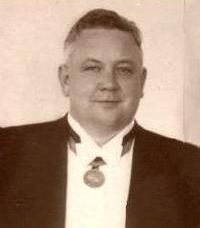
Lauritz Melchior 1890-1973
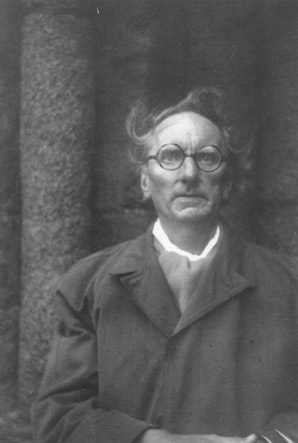
Rued Langgaard 1893-1952
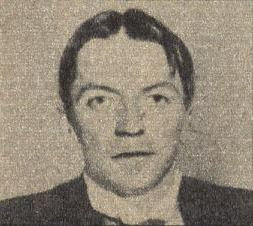
Kaj Munk 1898-1944
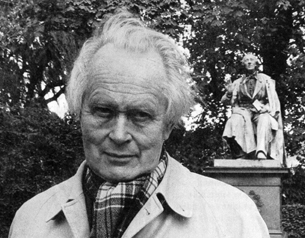
Piet Hein 1905-1996
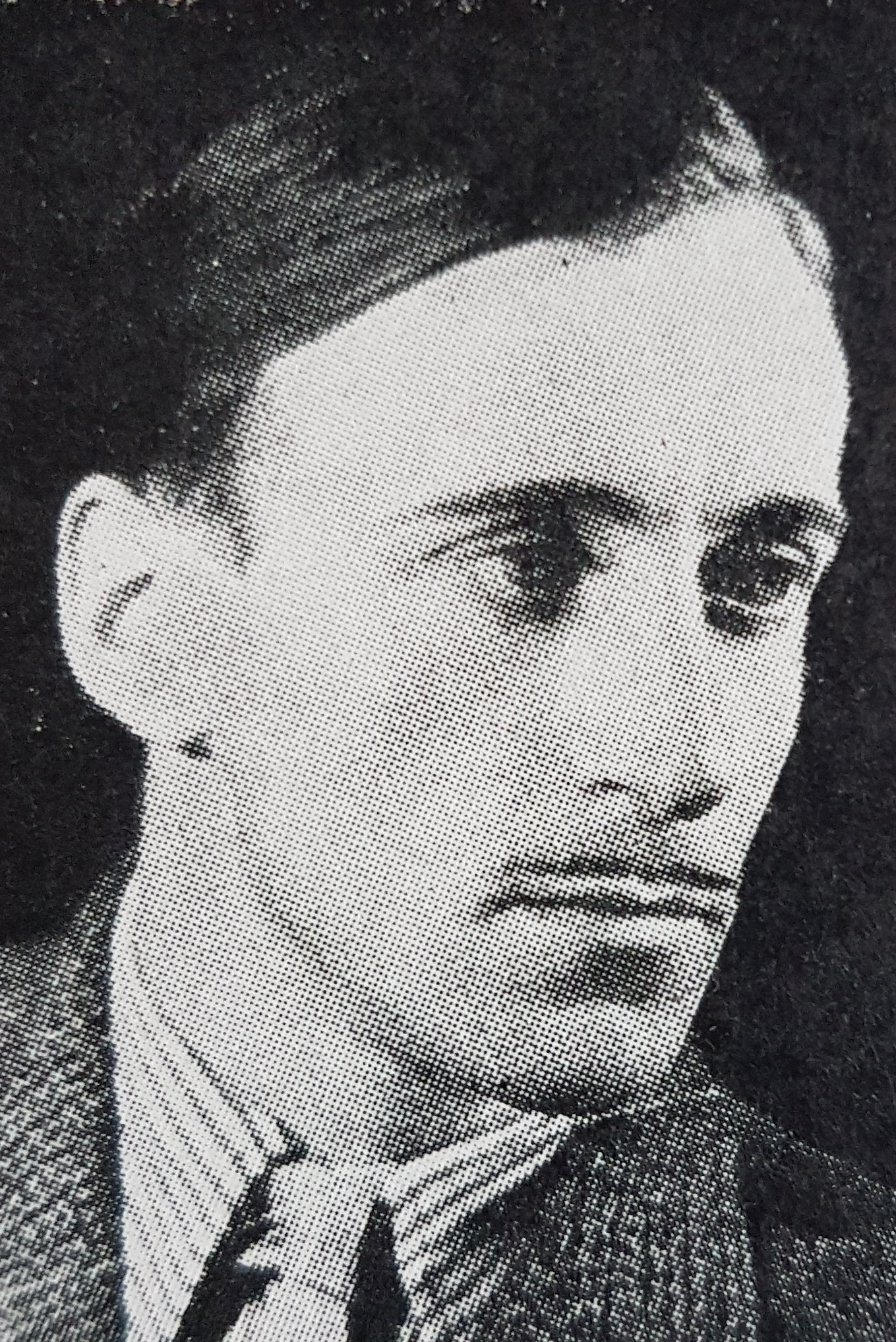
Wilhelm Freddie 1909-1995
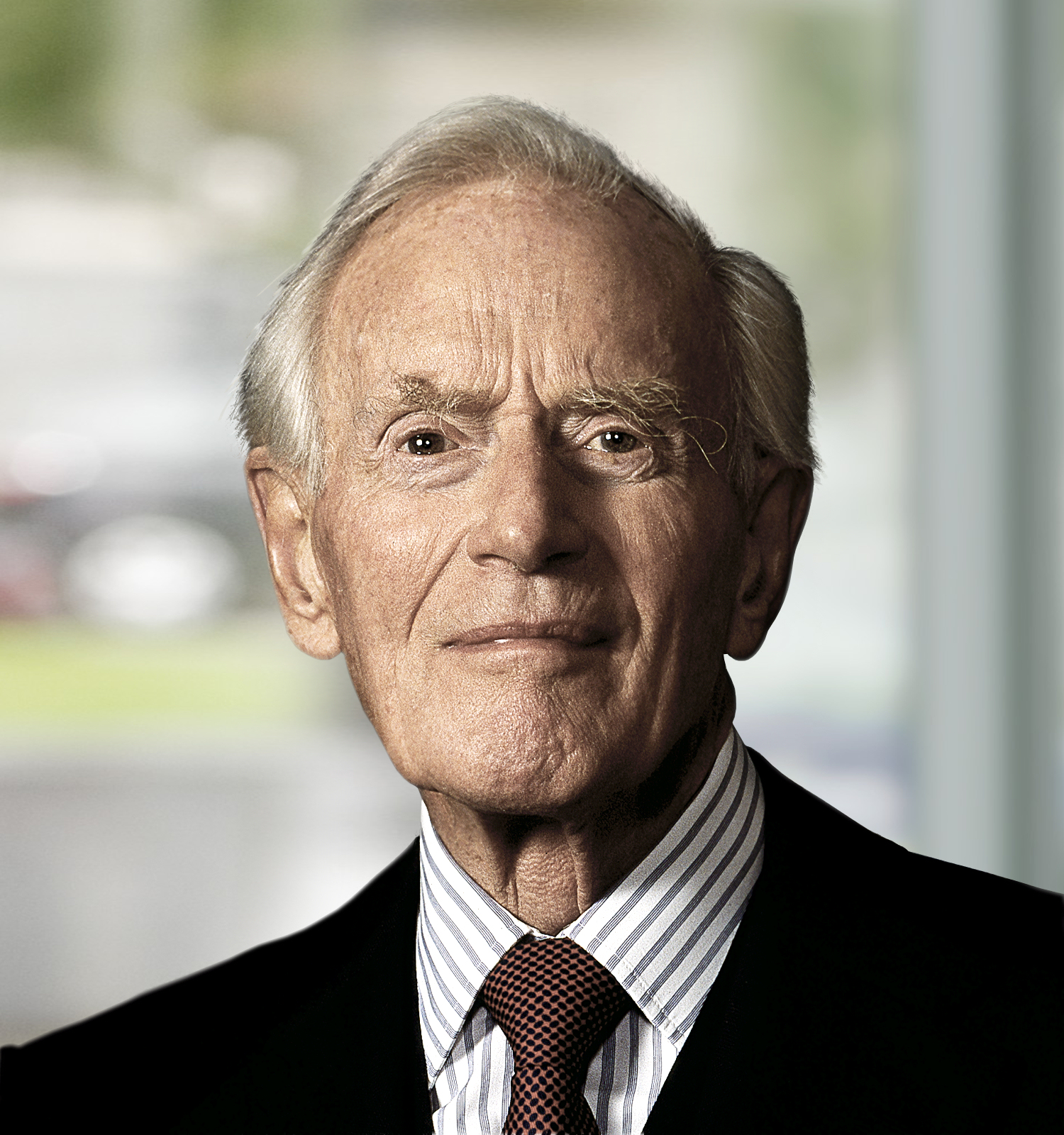
Mærsk Mc-Kinney Møller 1913-2012
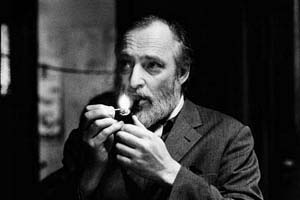
Asger Jorn 1914-1973
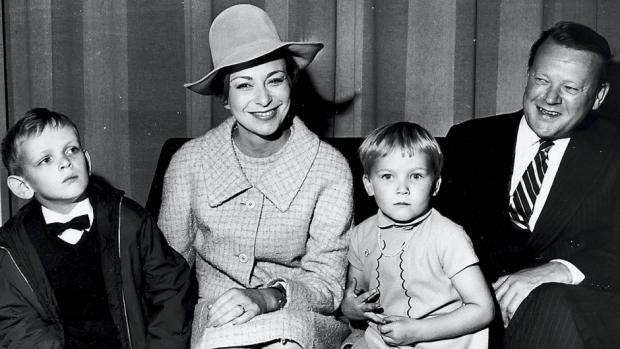
Jens Otto Krag 1914-1978 & Helle Virkner 1925-2009
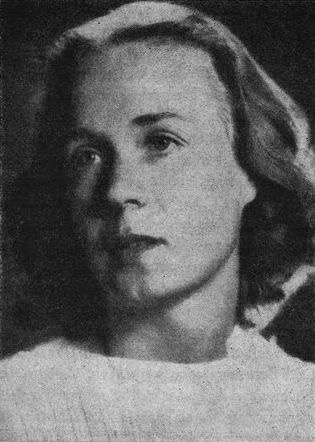
Tove Ditlevsen 1917-1976
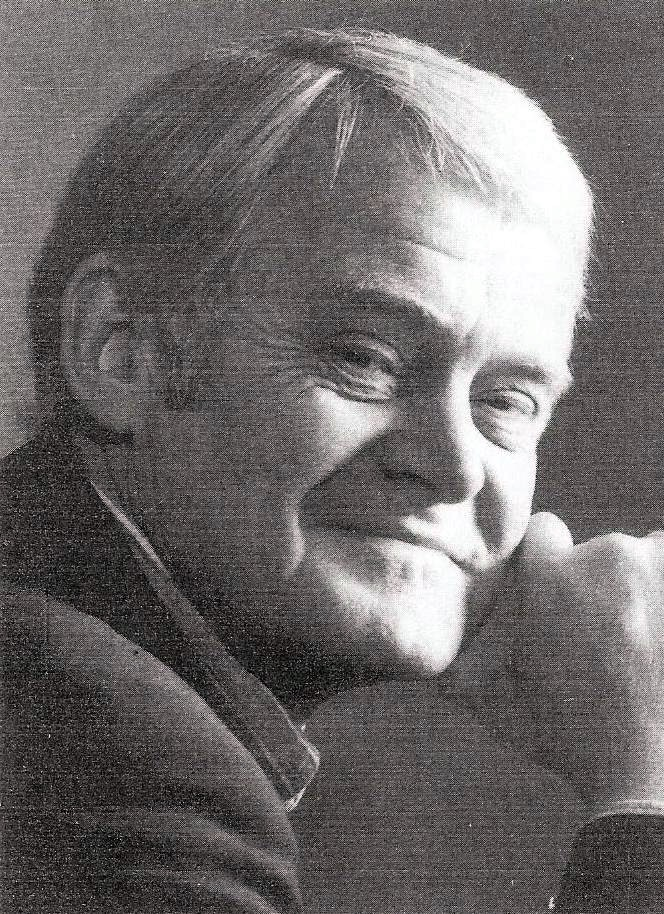
Ove Sprogøe 1919-2004
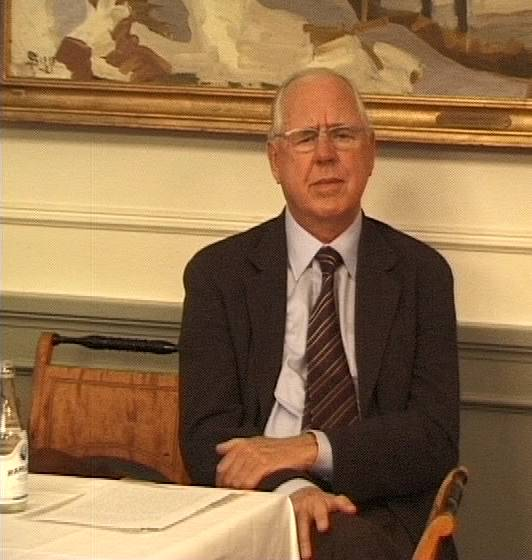
Klaus Rifbjerg 1931-2015
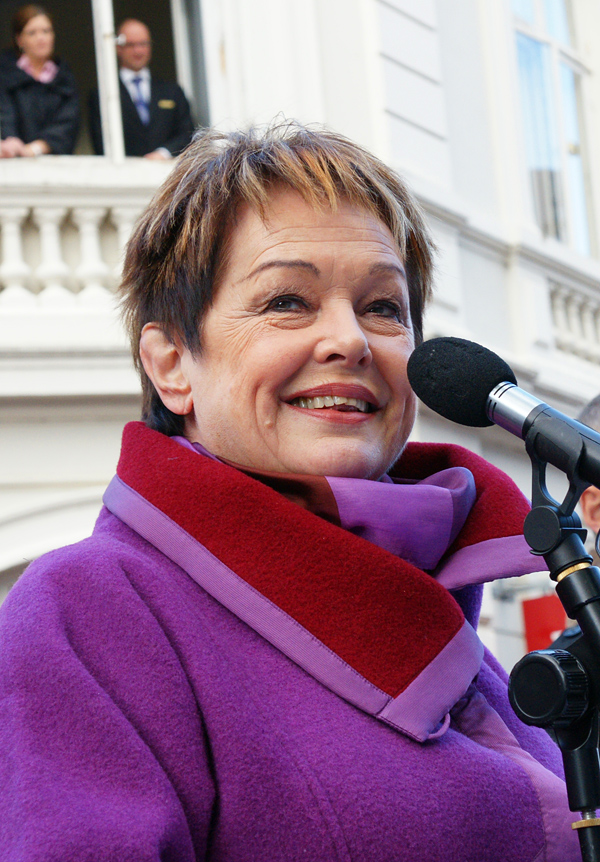
Ghita Nørby 1935
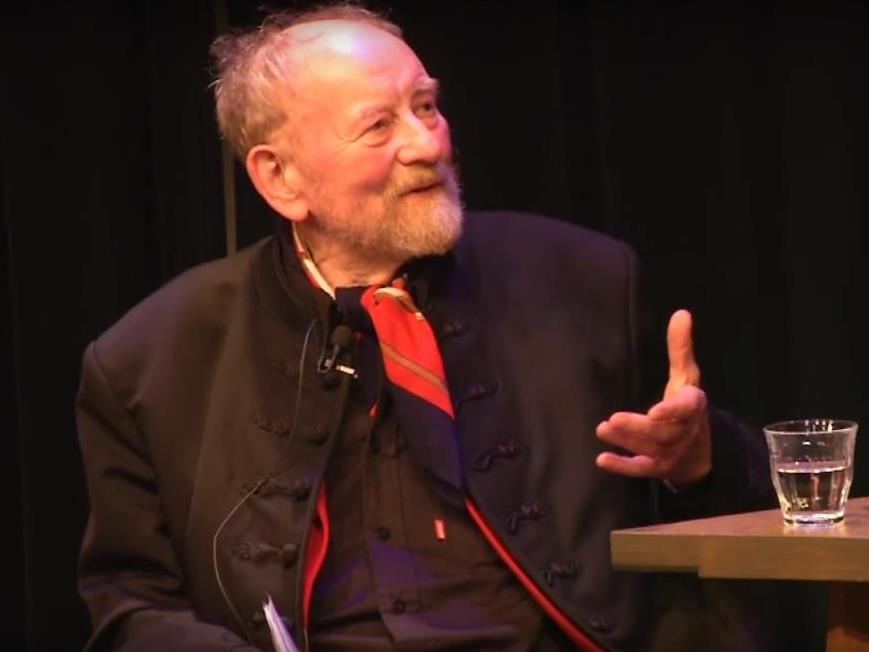
Kurt Westergaard 1935-2021
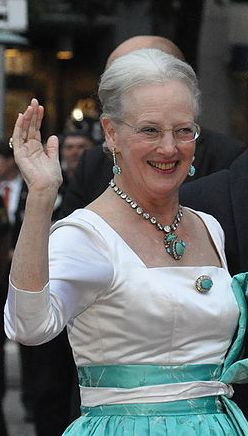
Margrethe II van Denemarken 1940
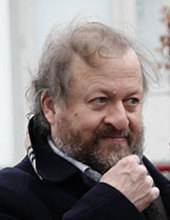
Bjørn Nørgaard 1947
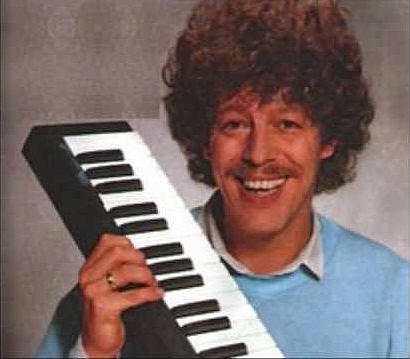
Tommy Seebach 1949-2003
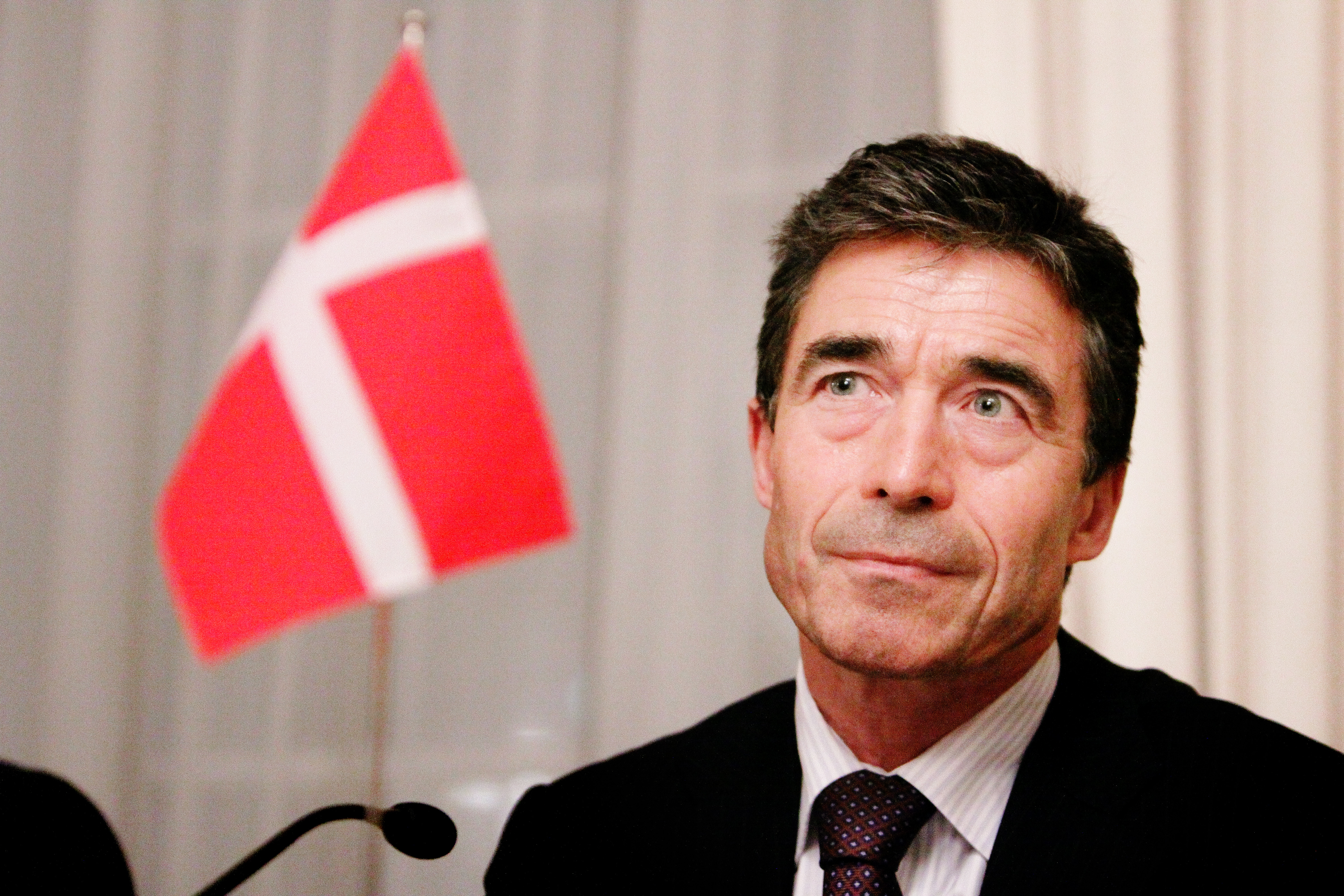
Anders Fogh Rasmussen 1953
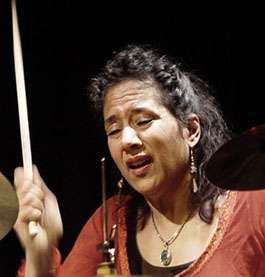
Marilyn Mazur 1955
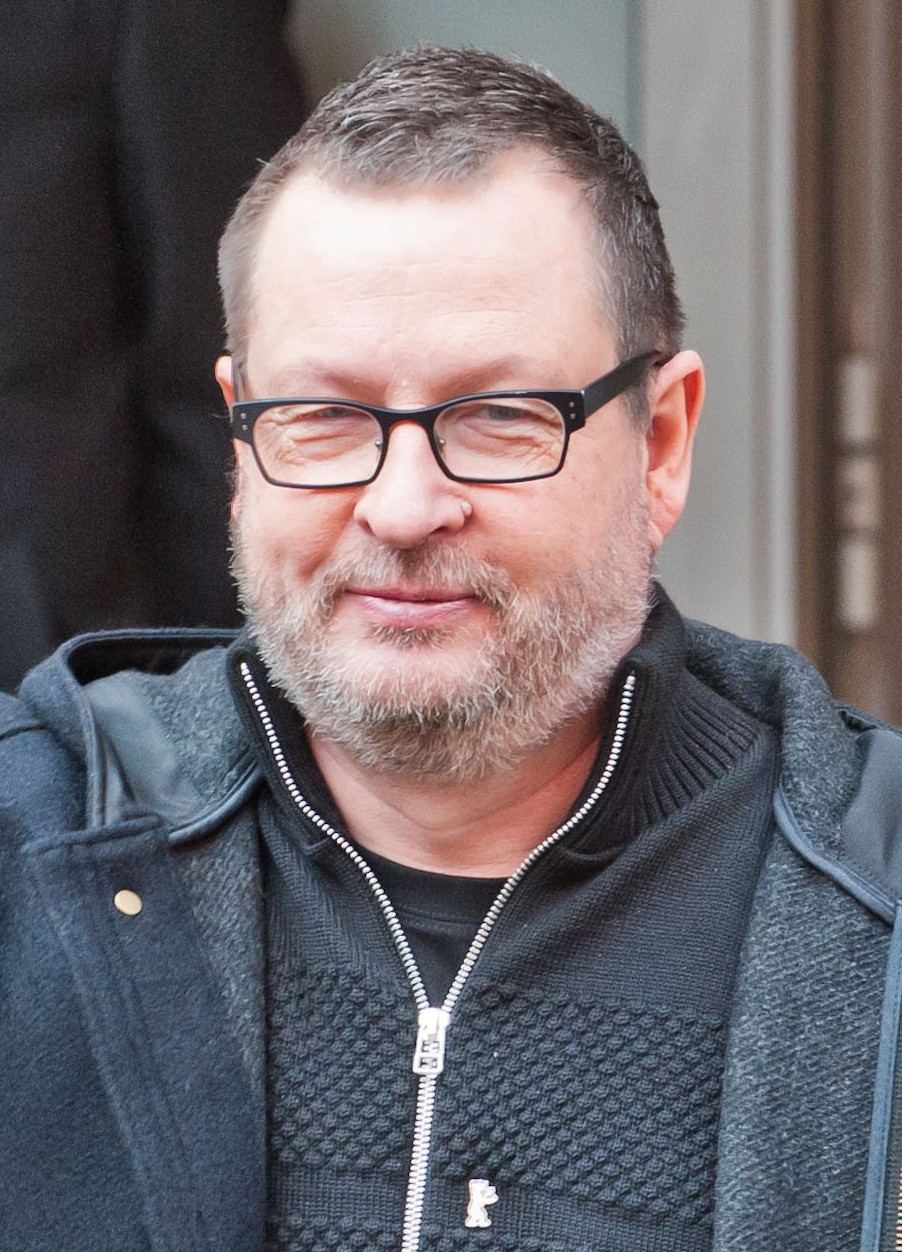
Lars von Trier 1956
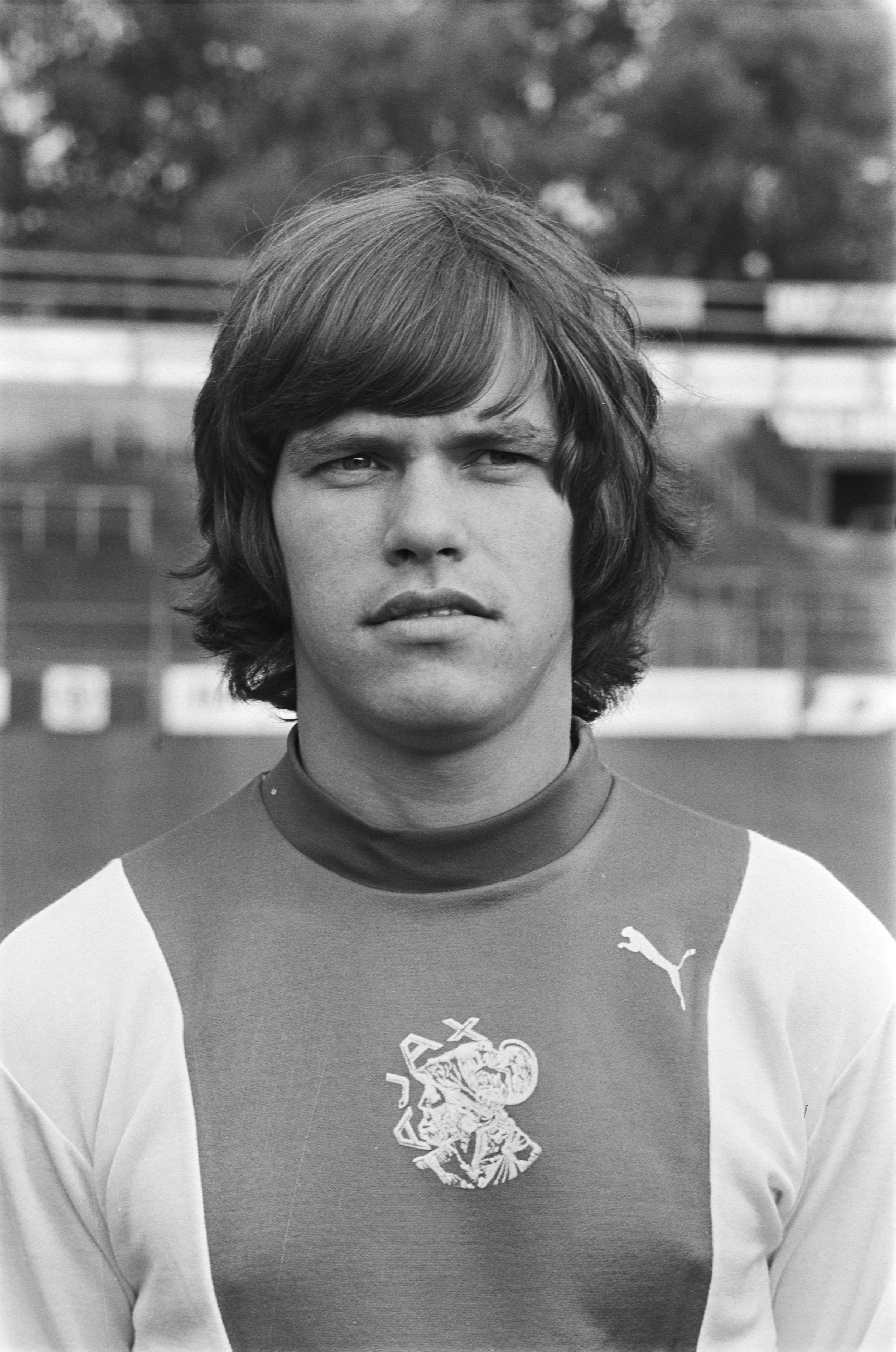
Frank Arnesen 1956
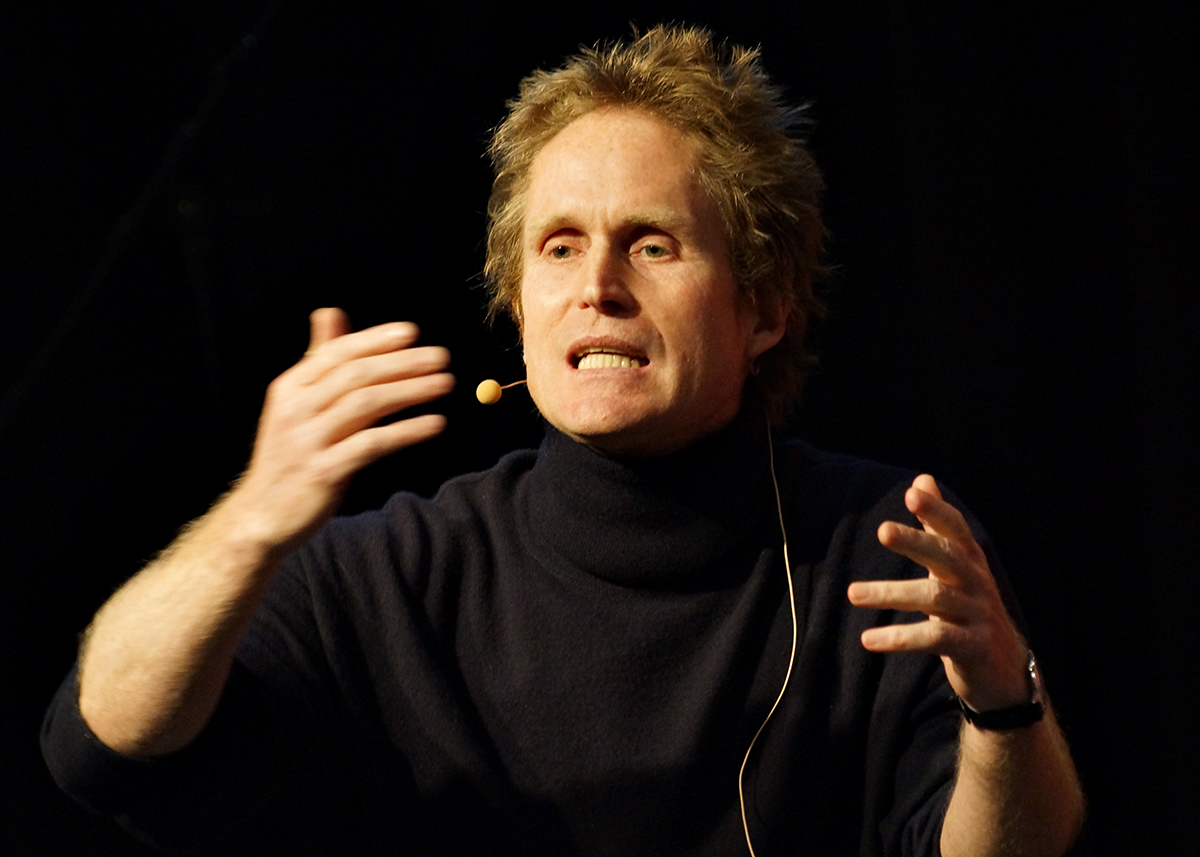
Peter Høeg 1957
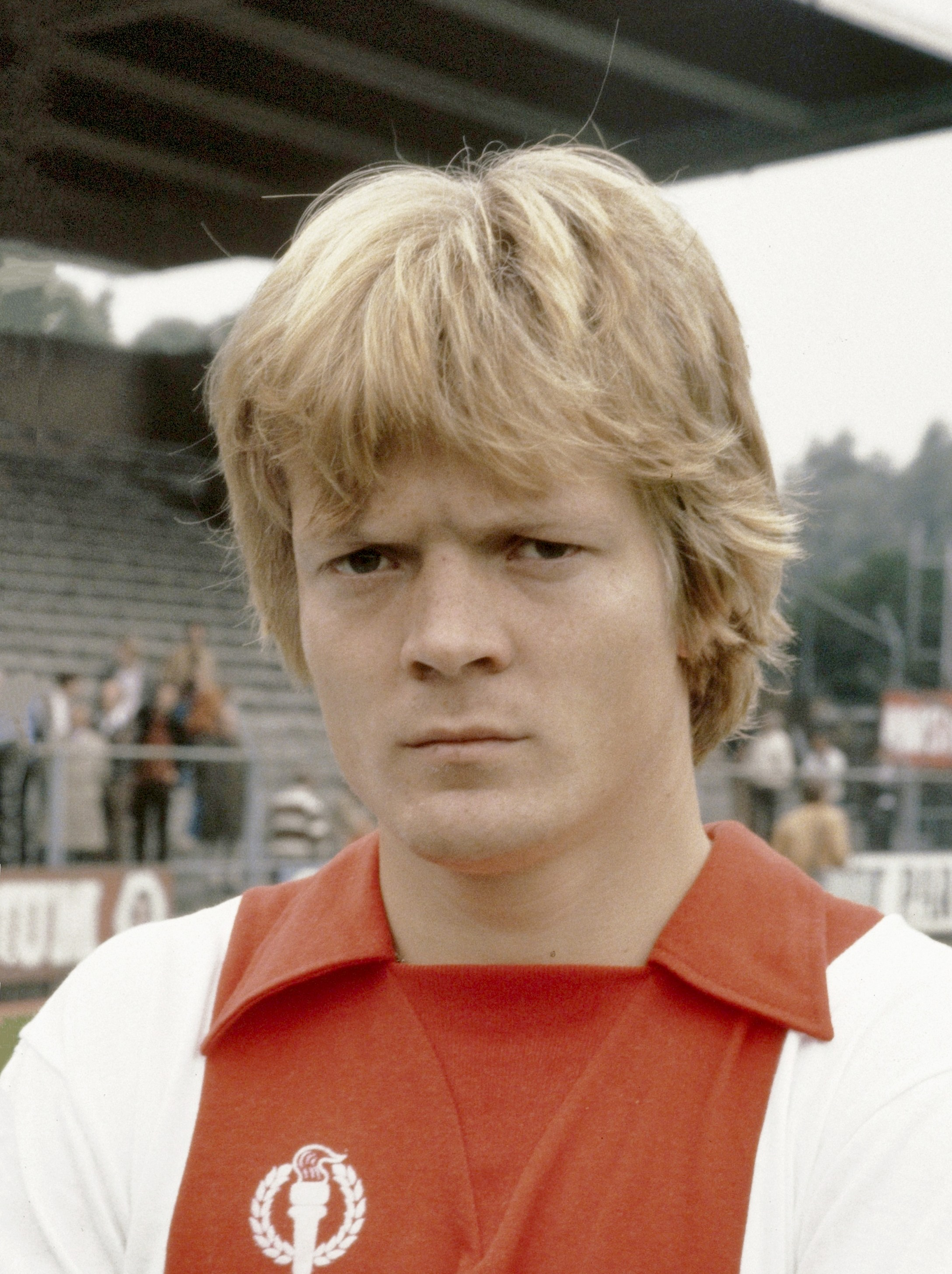
Søren Lerby 1958
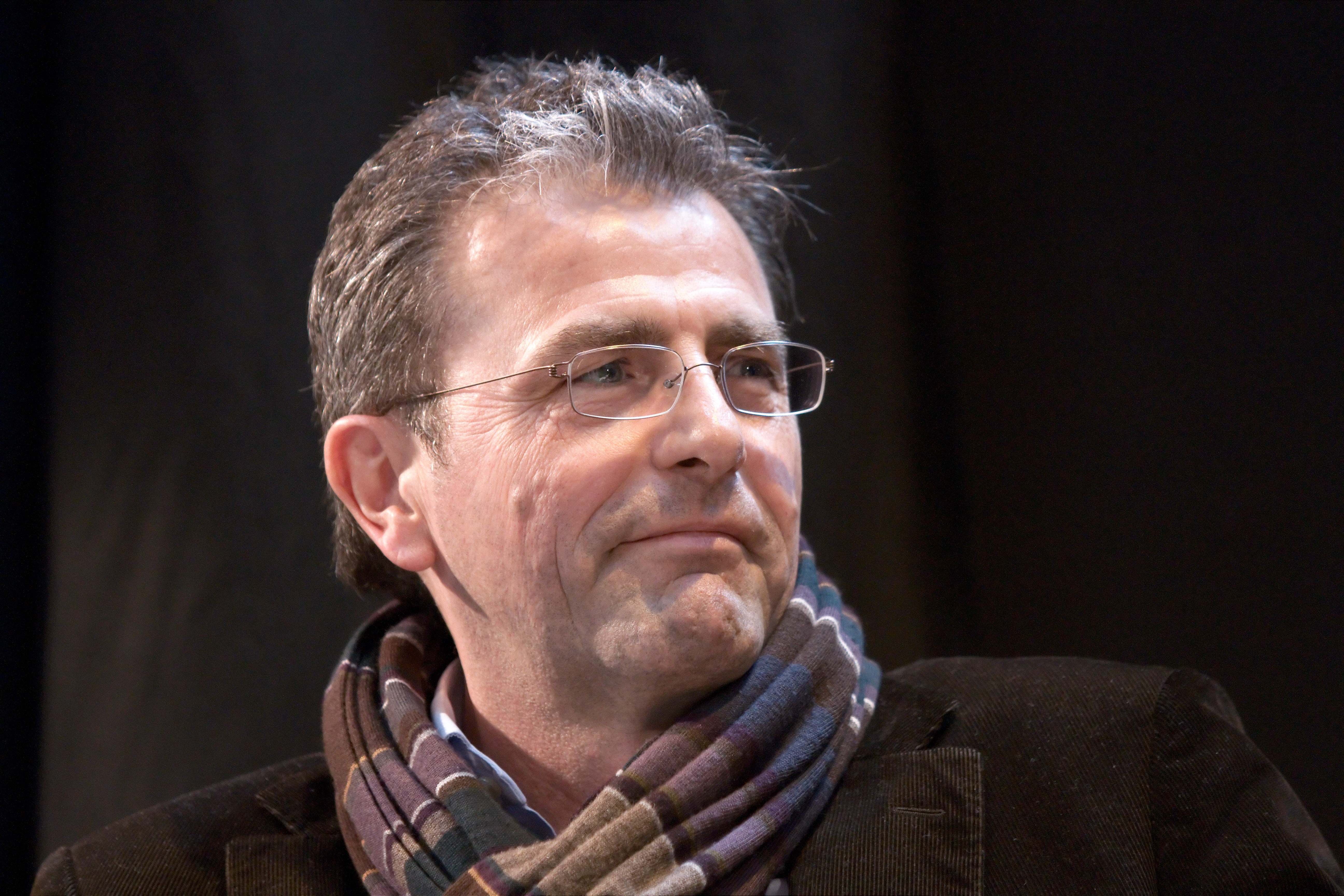
Jens Christian Grøndahl 1959
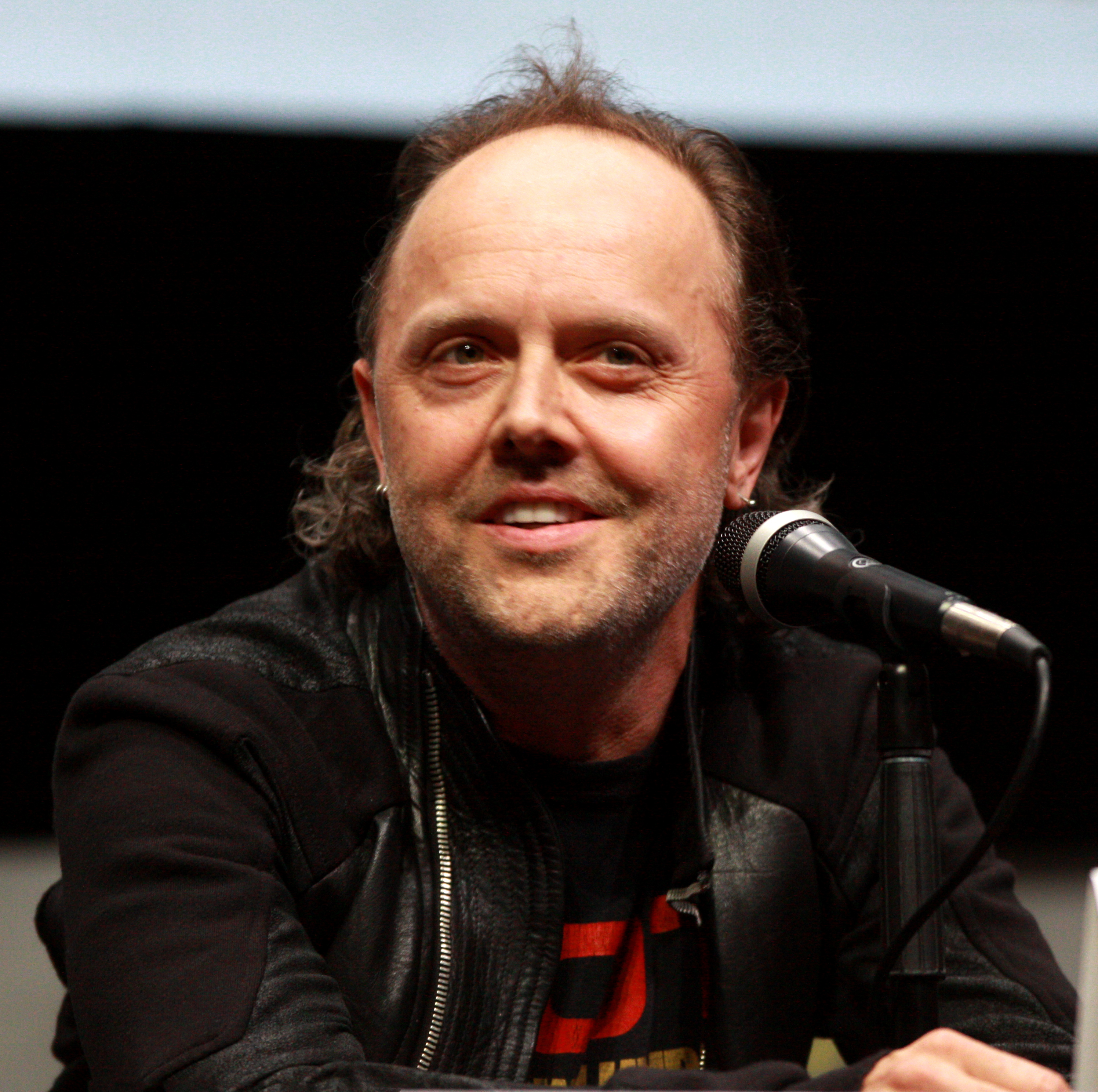
Lars Ulrich 1963
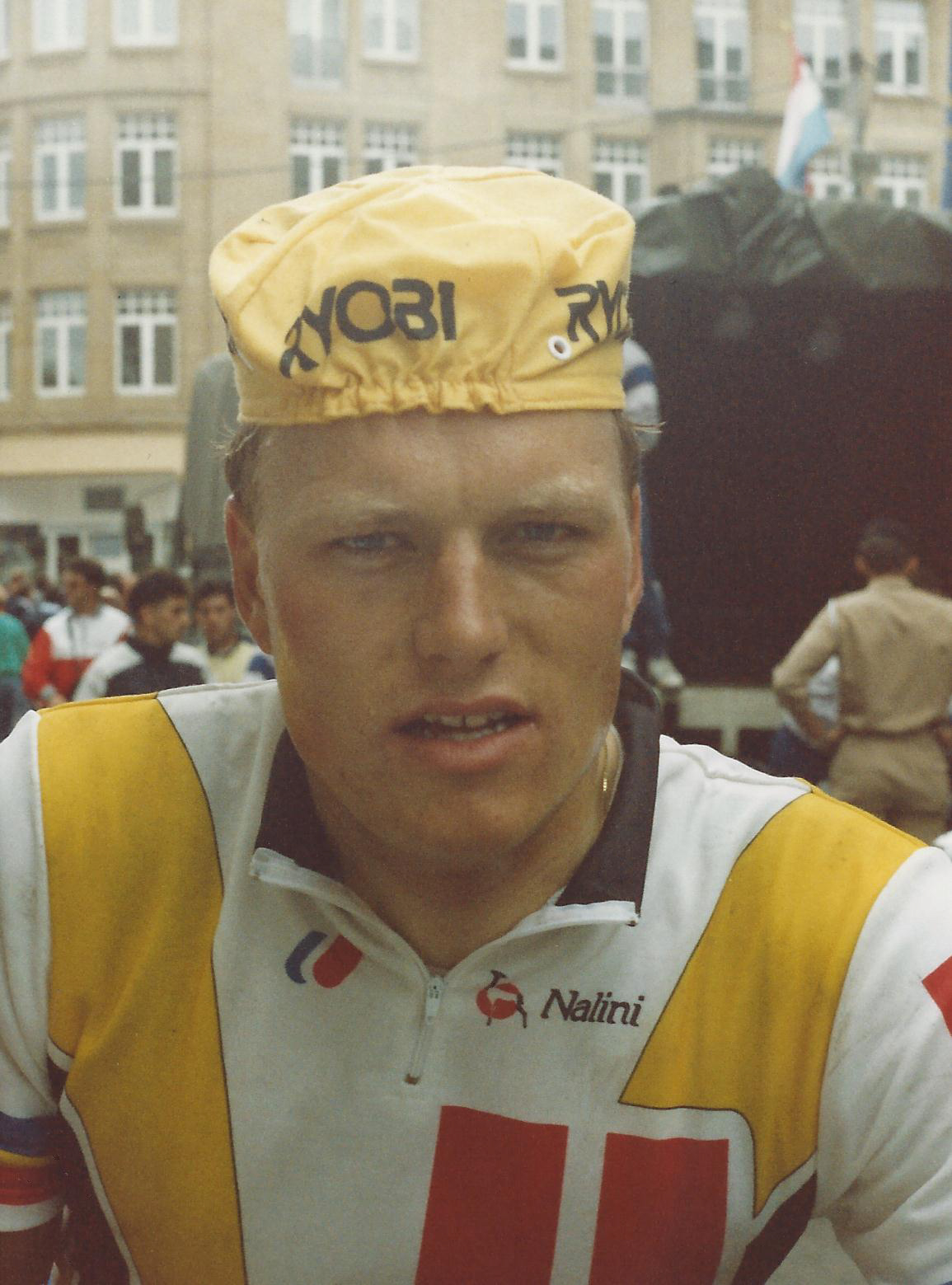
Bjarne Riis 1964
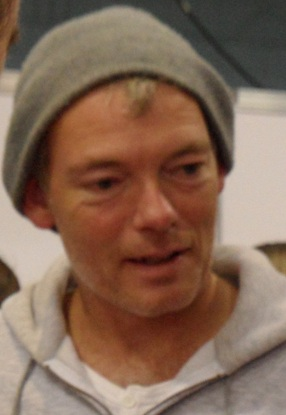
Søren Malling 1964
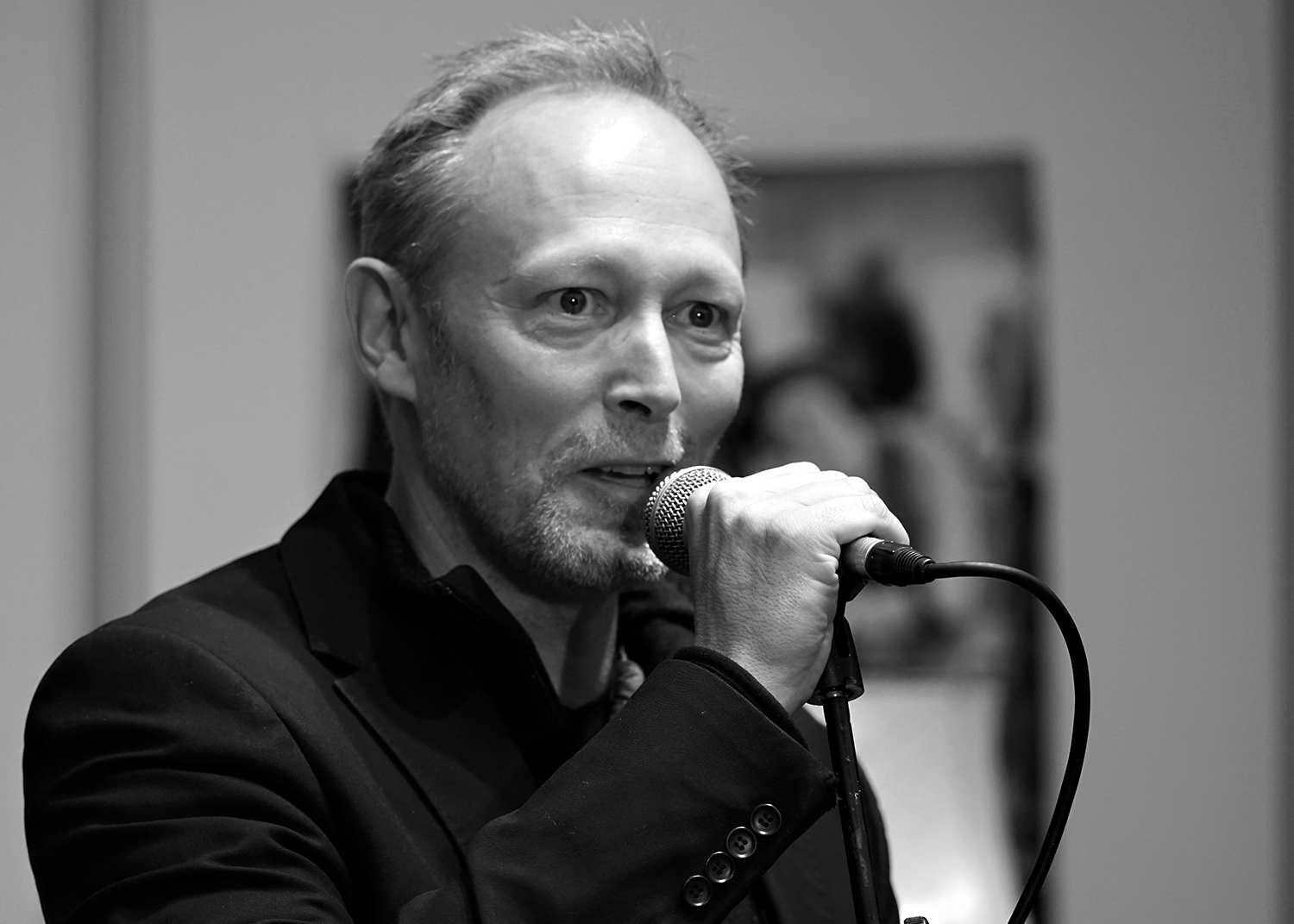
Lars Mikkelsen 1964
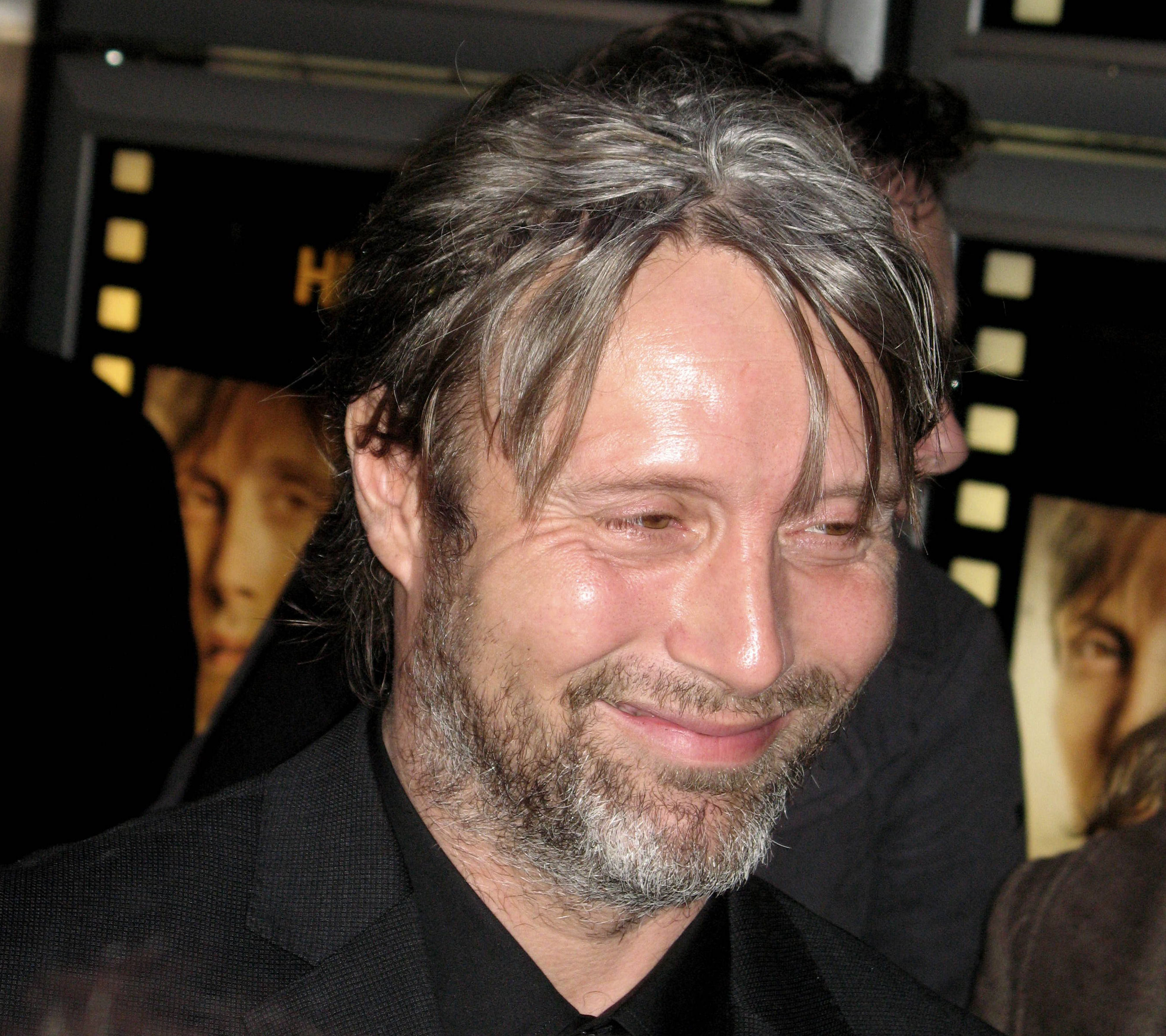
Mads Mikkelsen 1965
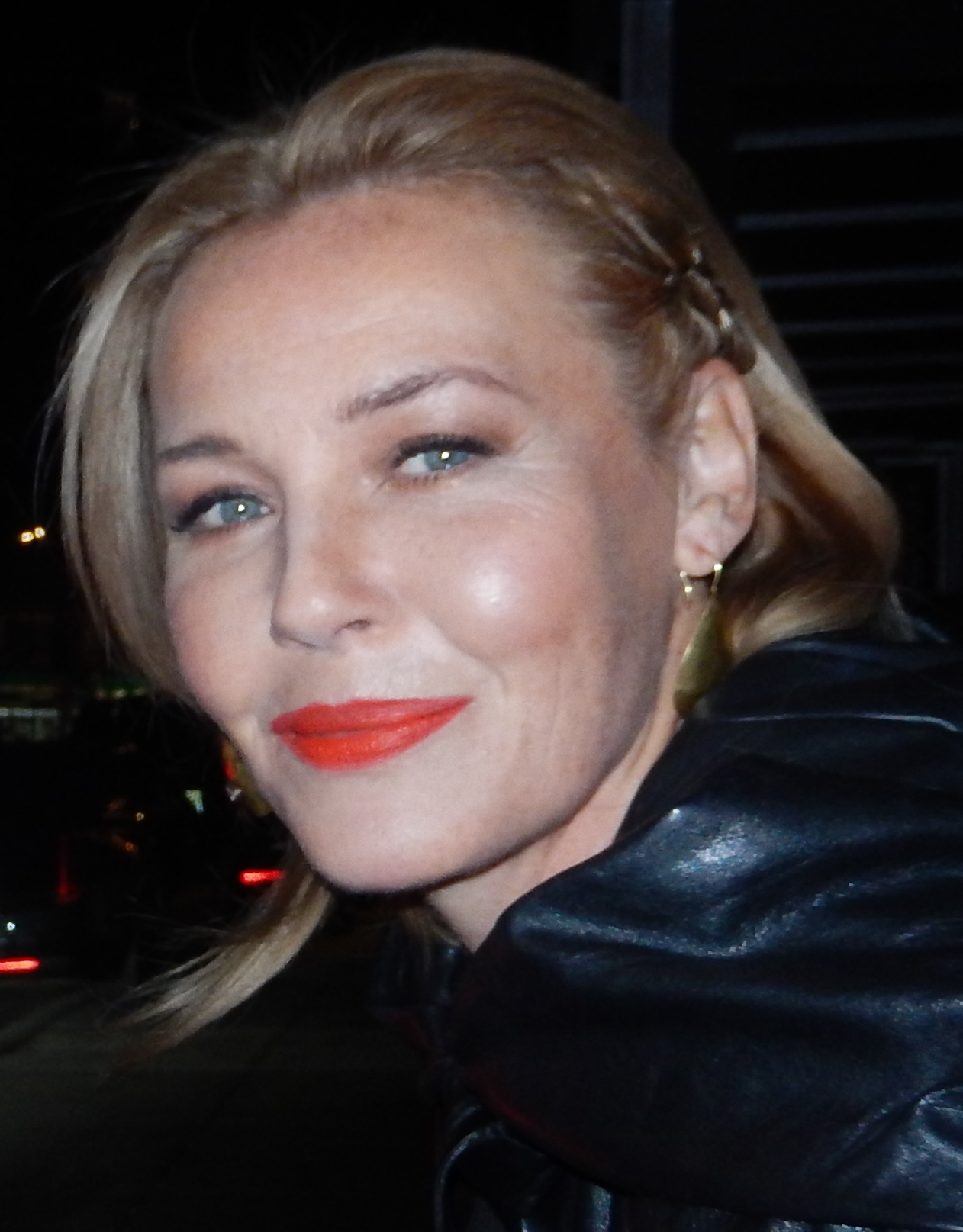
Connie Nielsen 1965
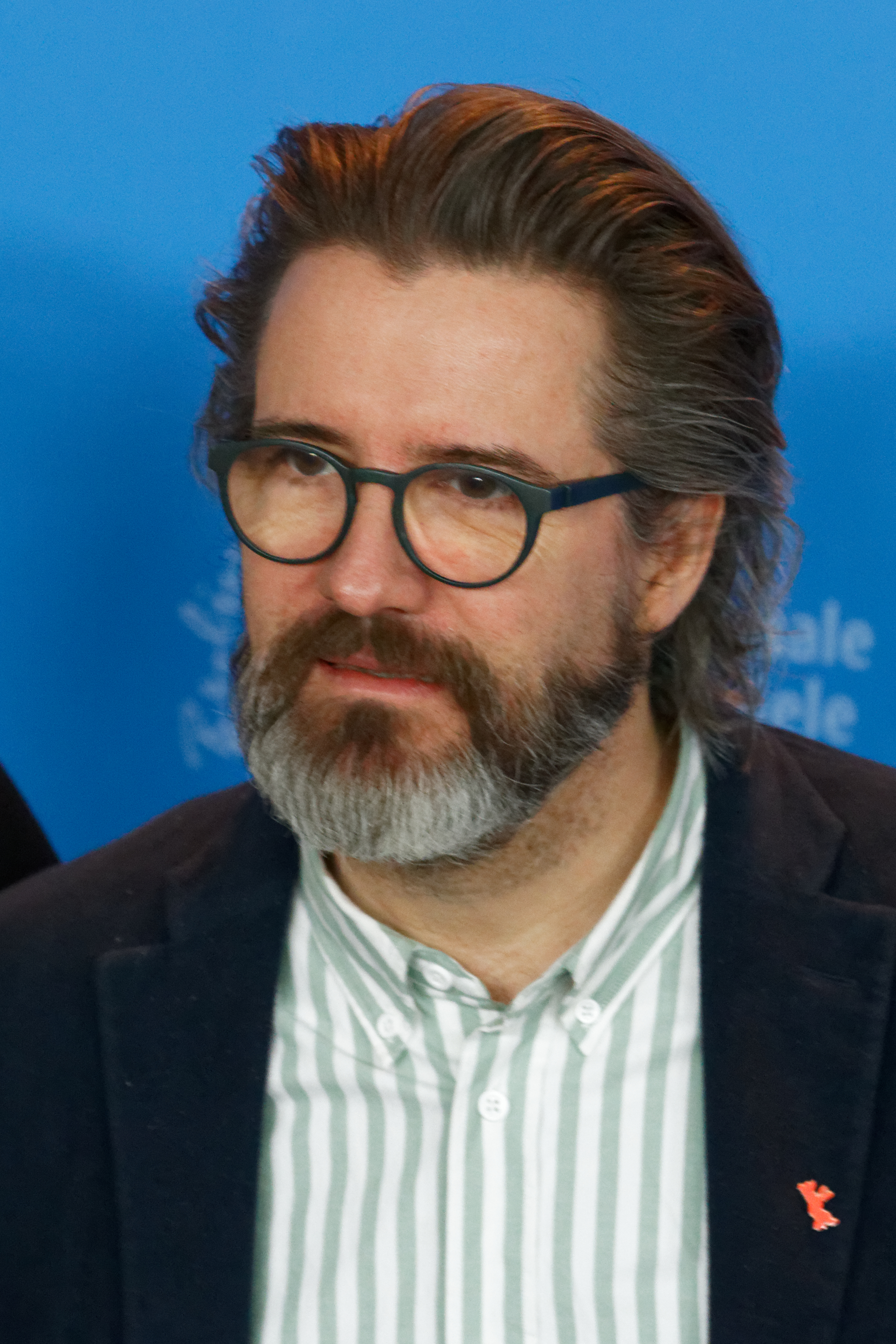
Olafur Eliasson 1967
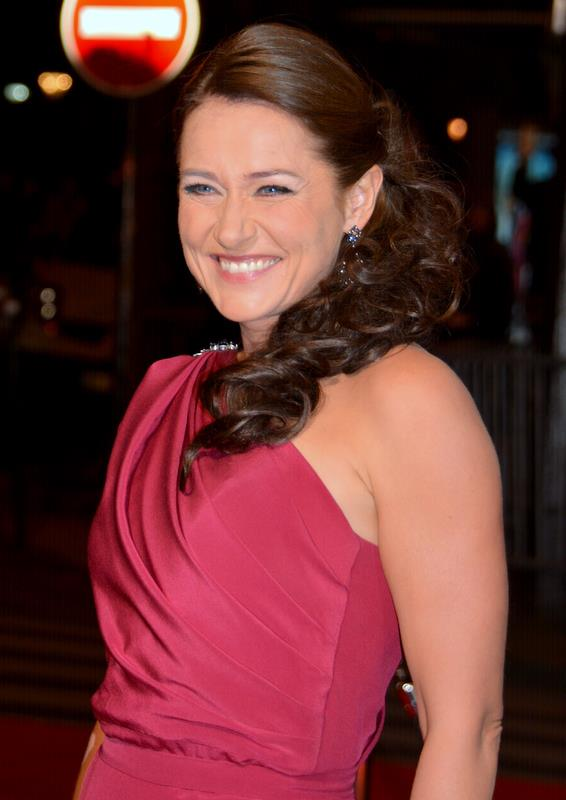
Sidse Babett Knudsen 1968
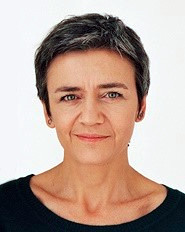
Margrethe Vestager 1968
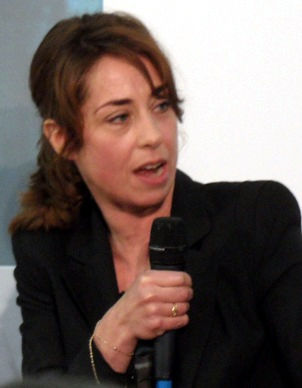
Sofie Gråbøl 1968
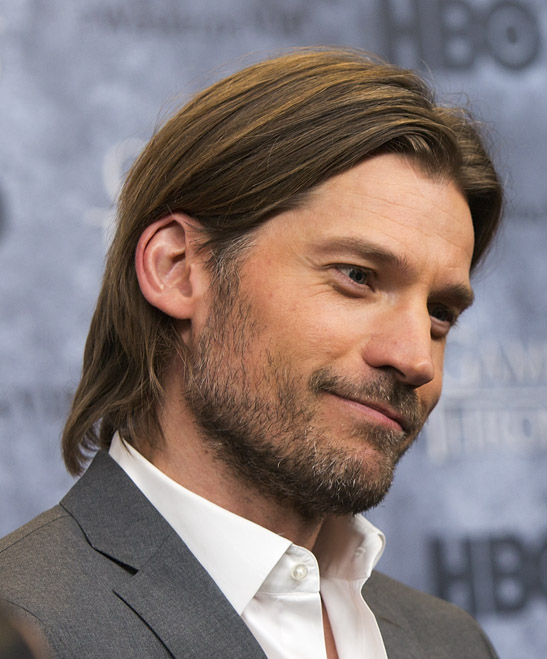
Nikolaj Coster-Waldau 1970
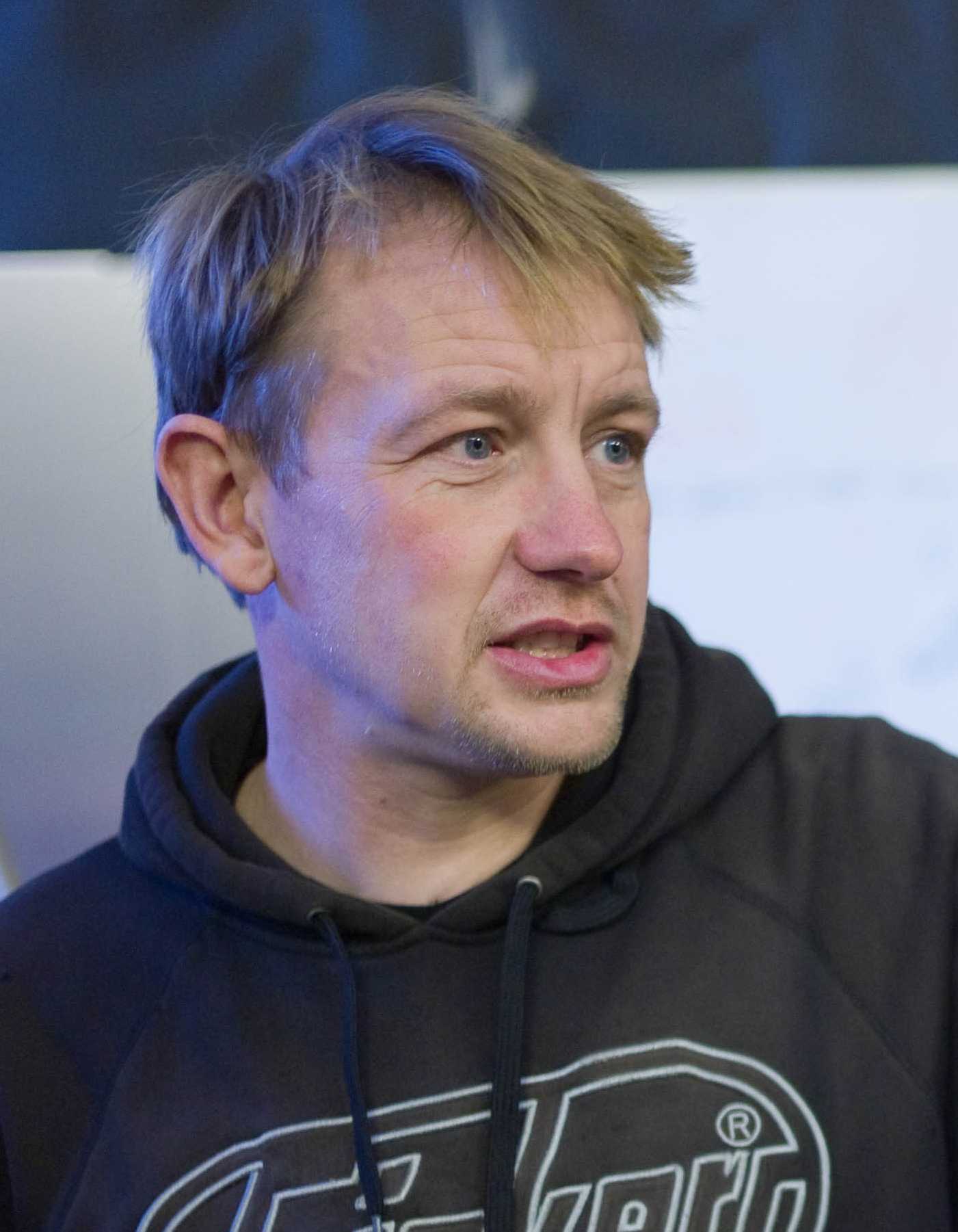
Peter Madsen 1971
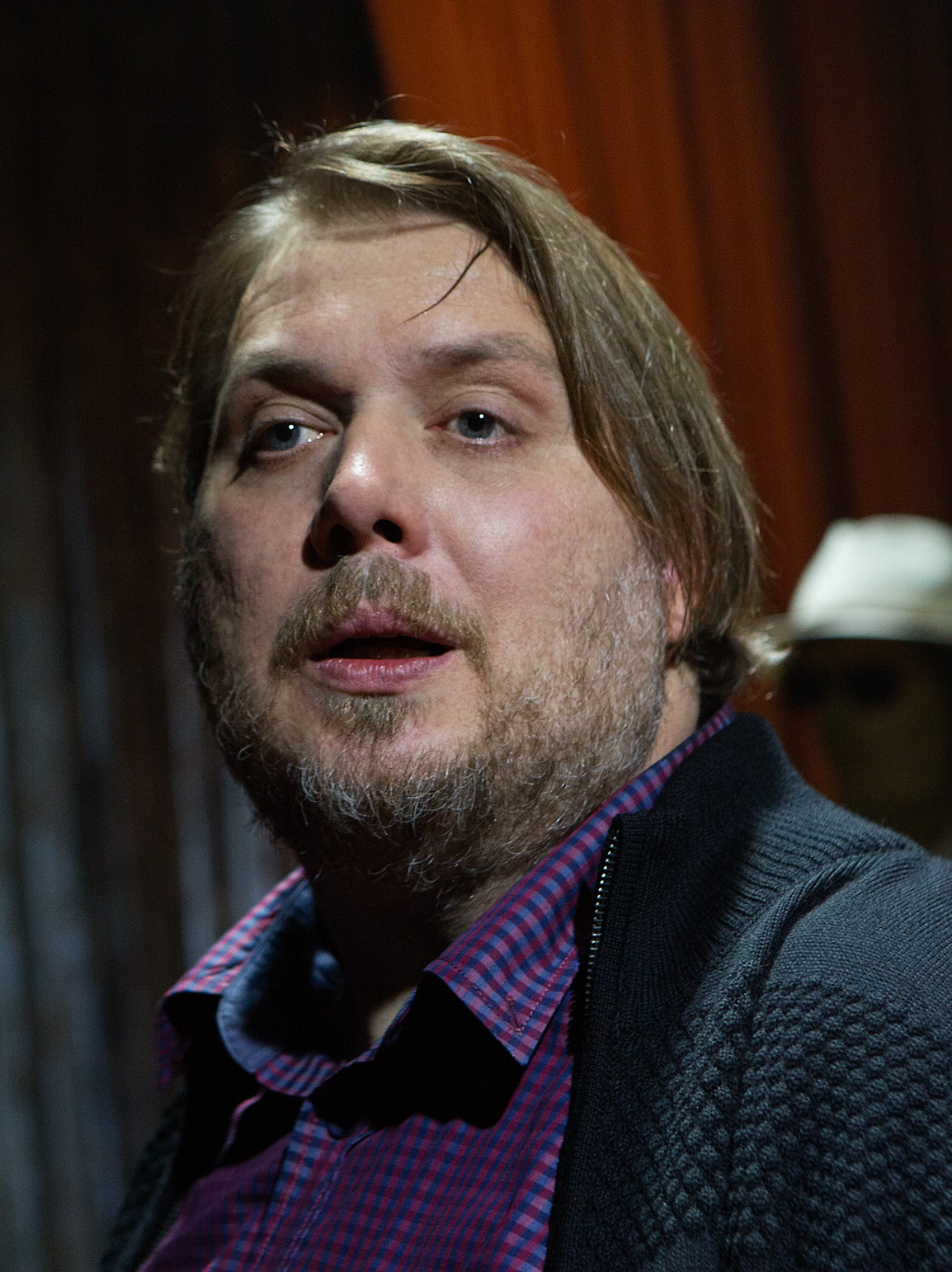
Nicolas Bro 1972
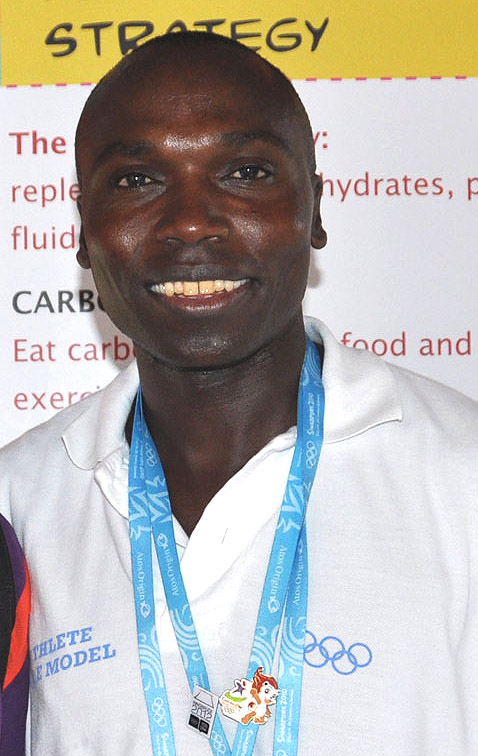
Wilson Kipketer 1972
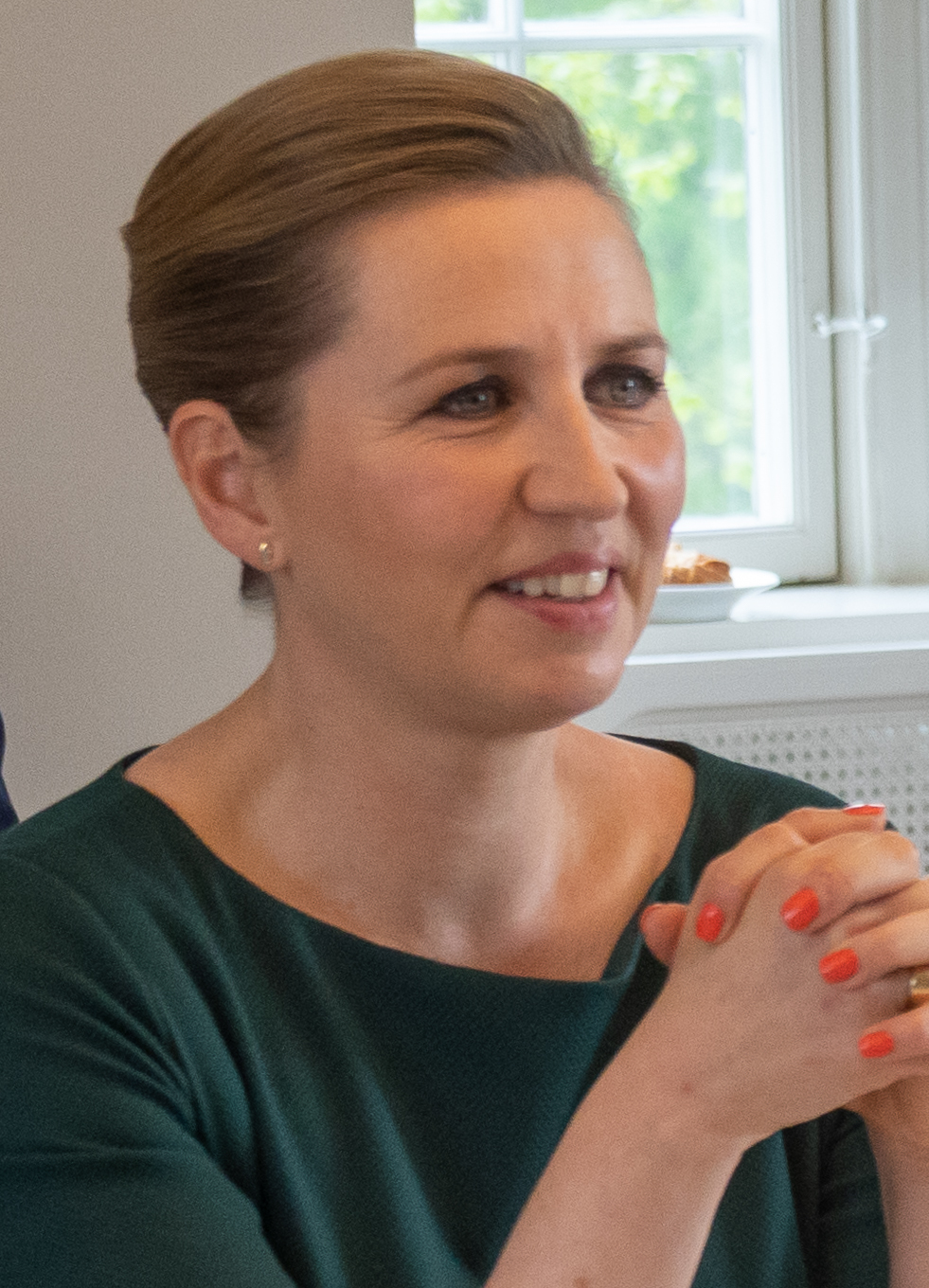
Mette Frederiksen 1977
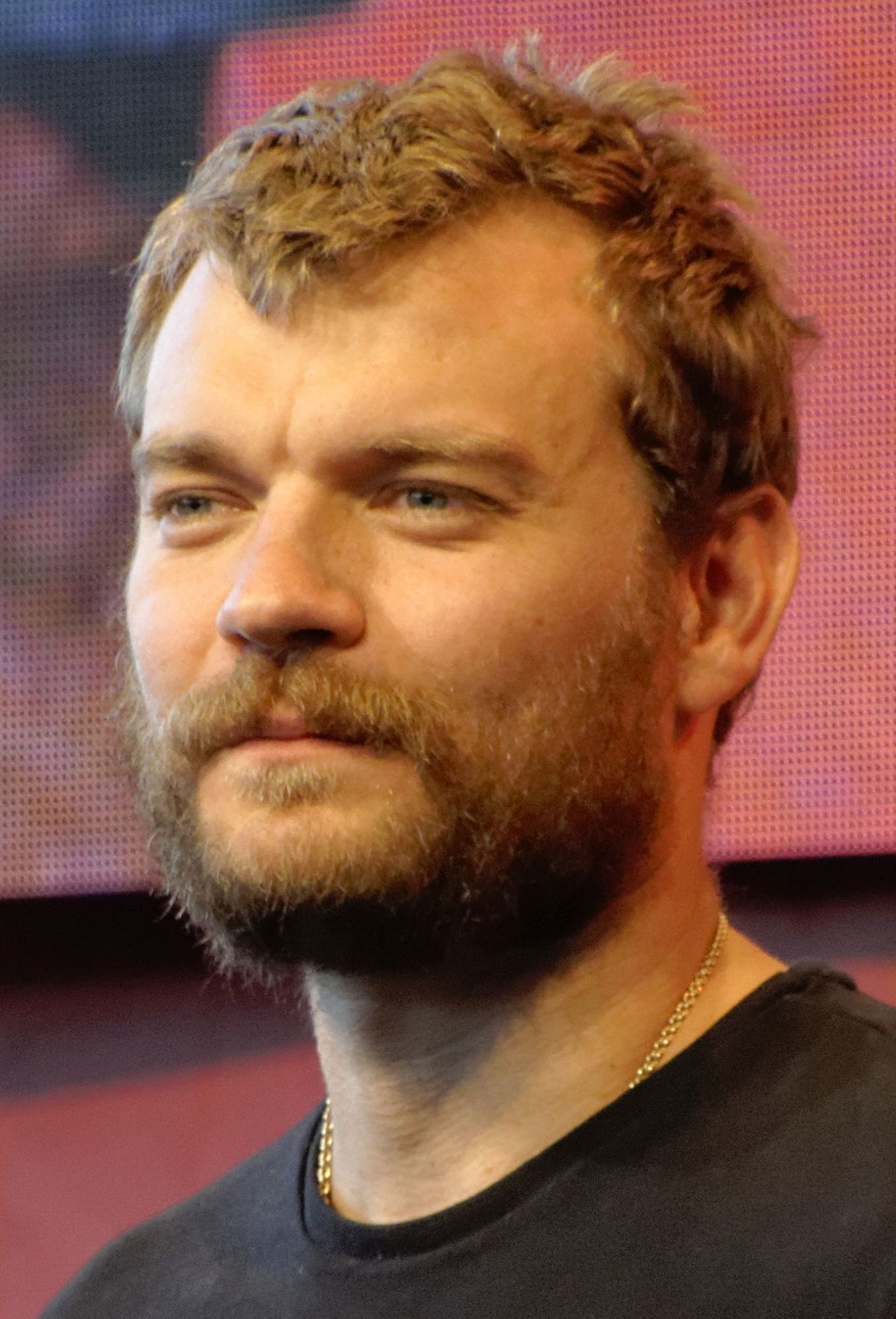
Pilou Asbæk 1982
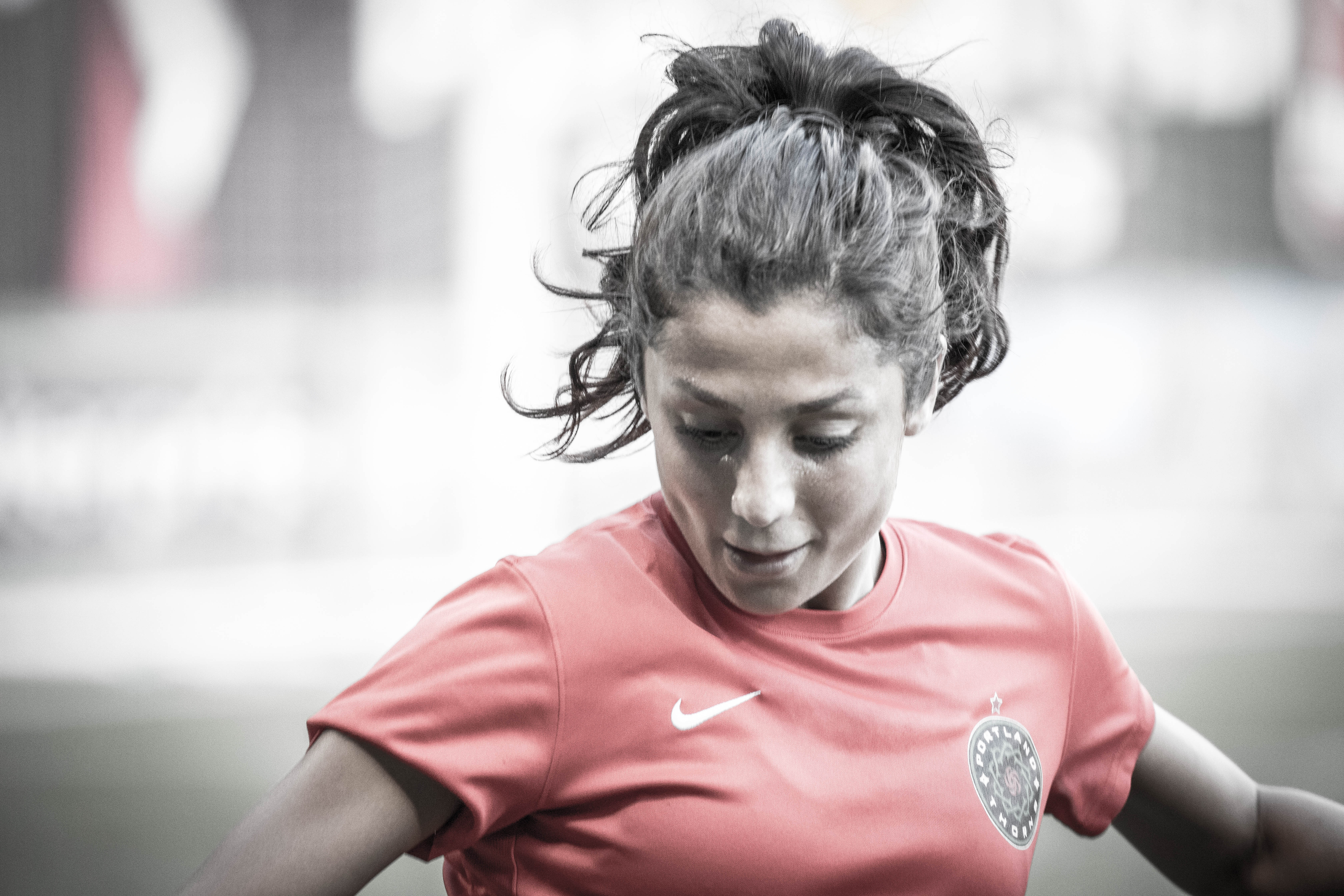
Nadia Nadim 1988
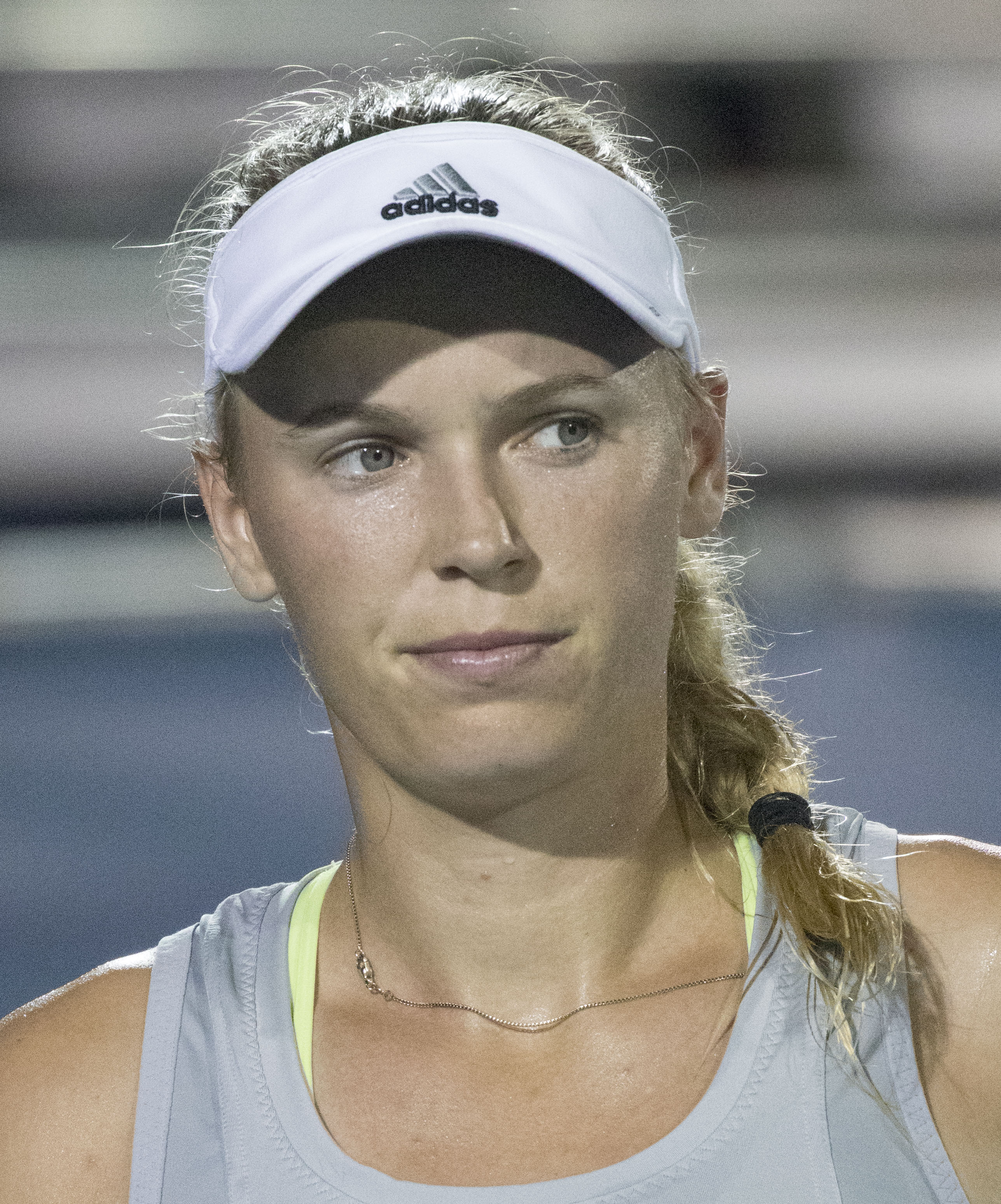
Caroline Wozniacki 1990
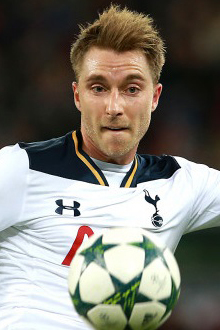
Christian Eriksen 1992
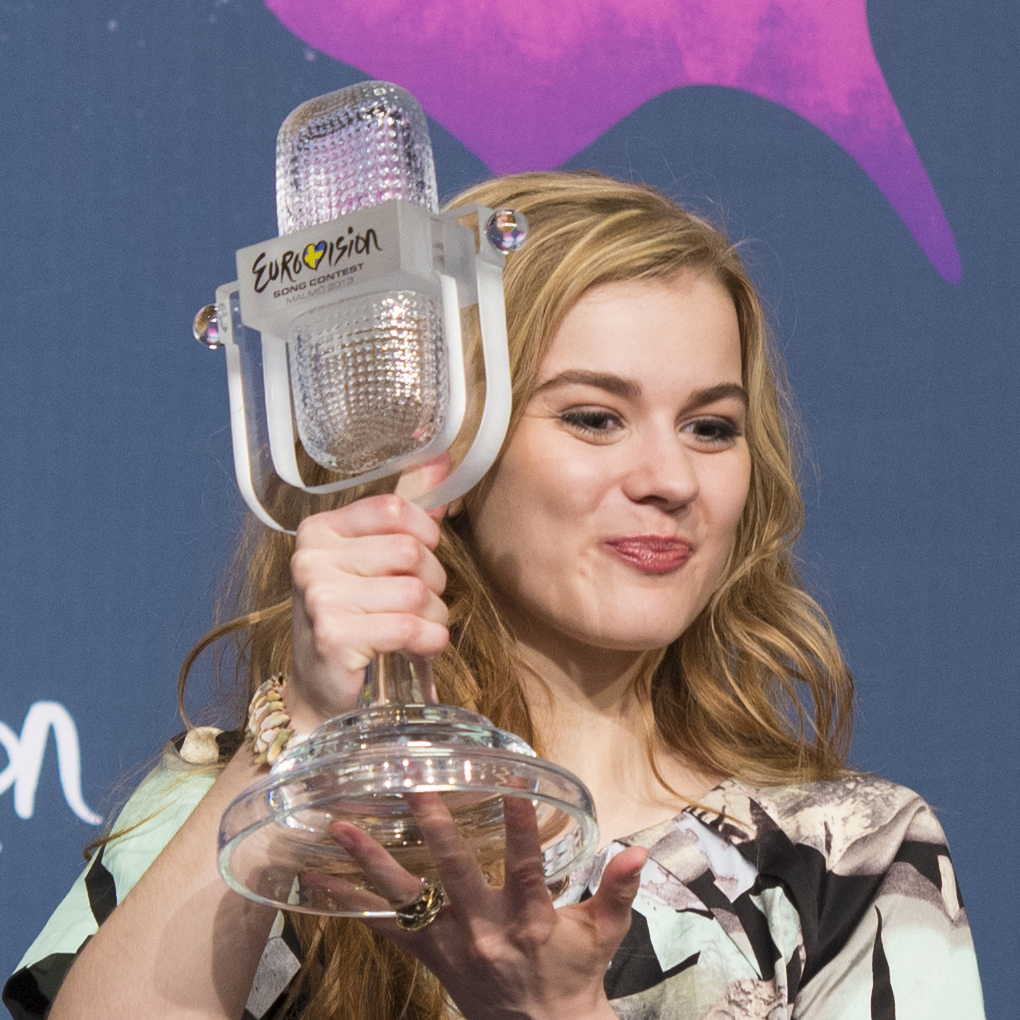
Emmelie de Forest 1993
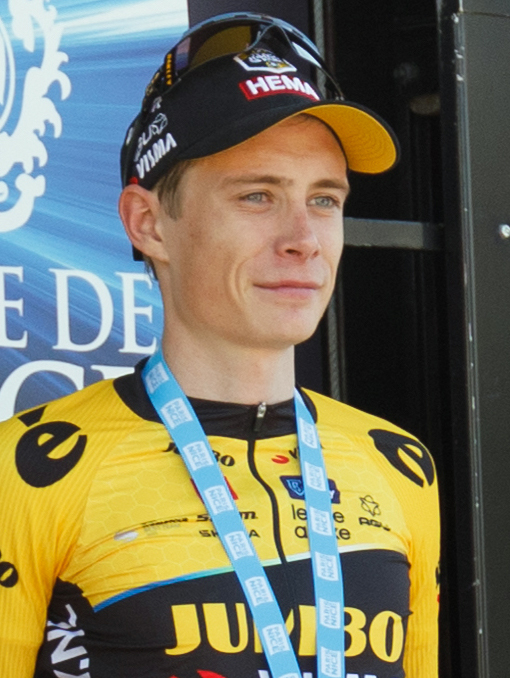
Jonas Vingegaard 1996